# Нарва
На́рва (эст. Narva) —  город и городской муниципалитет в Эстонии. Третий по численности населения город страны и самый крупный город уезда Ида-Вирумаа, а также самый восточный из городов Эстонии.
Имеет богатую историю как центр Принаровья и большое политическое и экономическое значение для современных российско-эстонских отношений.
По данным переписи населения Эстонии 2021 года, в городе проживает 53 955 человек; 87,0 % населения города составляют русские, таким образом, 14,9 % всех русских Эстонии проживает в Нарве.

## Географическое положение
Нарва расположена на левом берегу реки Нарва (Нарова), в 12 км от устья, на границе с Россией напротив Ивангорода, в 20 км от Кингисеппа, в 152 км западнее Санкт-Петербурга и в 210 км к востоку от Таллина.
Остров Кренгольм на реке Нарва (Нарова), входящий в состав города и на котором располагается знаменитая Кренгольмская мануфактура, является самым восточным островом Эстонии. Самая восточная точка страны находится на территории Липовой ямки у реки.

## Климат
- Среднегодовая температура воздуха — 4,9 °C
- Средняя скорость ветра — 3,8 м/с
- Относительная влажность воздуха — 80 %

| Показатель                                          | Янв.  | Фев.  | Март  | Апр.  | Май  | Июнь | Июль | Авг. | Сен. | Окт.  | Нояб. | Дек.  | Год   |
| --------------------------------------------------- | ----- | ----- | ----- | ----- | ---- | ---- | ---- | ---- | ---- | ----- | ----- | ----- | ----- |
| Абсолютный максимум, °C                             | 8,6   | 10,6  | 16,0  | 25,7  | 31,2 | 32,7 | 33,0 | 34,0 | 29,9 | 21,0  | 11,5  | 8,3   | 34,0  |
| Средний суточный максимум, °C                       | −3,2  | −3,1  | 1,6   | 8,7   | 15,7 | 19,9 | 21,7 | 20,2 | 14,4 | 8,3   | 2,0   | −1,4  | 8,7   |
| Средняя температура, °C                             | −5,8  | −6,2  | −2    | 4,0   | 10,1 | 14,8 | 16,9 | 15,4 | 10,3 | 5,4   | −0,1  | −3,8  | 4,9   |
| Средний суточный минимум, °C                        | −8,9  | −9,7  | −5,4  | −0,1  | 4,4  | 9,3  | 11,7 | 10,7 | 6,3  | 2,5   | −2,5  | −6,7  | 0,9   |
| Абсолютный минимум, °C                              | −37,3 | −37,4 | −27,8 | −13,7 | −5,8 | −0,9 | 2,6  | −0,5 | −5,4 | −12,4 | −22,9 | −42,6 | −42,6 |
| Норма осадков, мм                                   | 36    | 28    | 33    | 32    | 43   | 62   | 75   | 89   | 76   | 72    | 54    | 47    | 646   |
| Источник: Эстонский гидрометеорологический институт |       |       |       |       |      |      |      |      |      |       |       |       |       |

## История

### Датский период
Важную роль в истории Нарвы сыграло её приграничное расположение.
В начале XIII века северную Эстонию захватили датчане, вплоть до естественного географического рубежа — реки Наровы.
По немецким хроникам, город Нарва основан датчанами в 1223 году. Лифляндская хроника Бальтазара Рюссова относит построение Ревеля (ныне Таллин) к 1223-му году и прибавляет, что вскоре после того были положены основания городам Везенбергу (ныне Раквере) и Нарве. В летописи Franz Nyenstadt’a о том же сообщается следующее: «король Вальдемар прибыл в Лифляндию с епископом Лундским и в 1223 году начал строить город Ревель, а затем крепости Везенберг и Нарву».
В датской поземельной книге 1241 года упоминается селение Narvia на месте части территории современного города.
В древнерусских источниках укреплённое поселение впервые упоминается Новгородской I летописью под 1256 годом:

«В лѣто 6764. Приидоша Свѣя и Емь и Сумъ и Дидманъ со своею волостью и множество рати и начаша чинити город на Наровѣ»— Новгородская первая летопись
Под 1344, 1420, 1444 годами в той же Новгородской первой летописи, а также в «опасной грамоте» новгородских наместников ганзейским послам в Дерпт 1417 года, это поселение называется Ругодивом.

### Завоевание Русским царством
В 1492 году для борьбы с Ливонией великий князь московский Иван III построил напротив Нарвы (Ругодива) Ивангородскую крепость. Во время Ливонской войны Нарва была взята русскими войсками 11 мая 1558 года. Царь Иван Грозный планировал сделать Нарву крупным торговым и военным портом Руси на Балтийском море. В городе были построены православные храмы, за 23 года русского правления в него переселились немало русских купцов и ремесленников. Нарвская торговля с городами Северной Германии, Дании, Голландии, Франции и Англии стала очень прибыльной и быстро развивалась. Однако для Шведского королевства и Речи Посполитой появление русских в Балтийском море было крайне нежелательным, из-за чего оба государства вступили в войну. В битве под Венденом в 1578 году войска Ивана Грозного потерпели поражение.

### Шведский период
В августе 1579 года шведы предприняли первую попытку овладеть Нарвой, но отступили, потеряв около 4000 человек. В 1581 году Ругодив и Пернов названы в царской грамоте укра́инными городами.
Во время осады 1581 года шведам удалось овладеть городом, после чего в нём, по данным Бальтазара Руссова, было истреблено около 7000 русских горожан.
В 1590 году Нарва осаждалась уже русской армией. В 1595 году между Россией и Швецией был заключён Тявзинский мир, по которому Россия навсегда отказывалась от притязаний на города Нарва и Ревель, но получала все земли восточнее реки Наровы.

### Северная война
С попытки отвоевать Нарву Пётр I начал Северную войну. Русская армия осадила город, но 19 (30) ноября 1700 года была разбита шведскими войсками (см. Битва при Нарве). Лишь 9 (20) августа 1704 года русские войска взяли Нарву. В результате Северной войны Эстляндия и Лифляндия отошли к России, что было закреплено Ништадским мирным договором 1721 года.

### В составе Российской империи

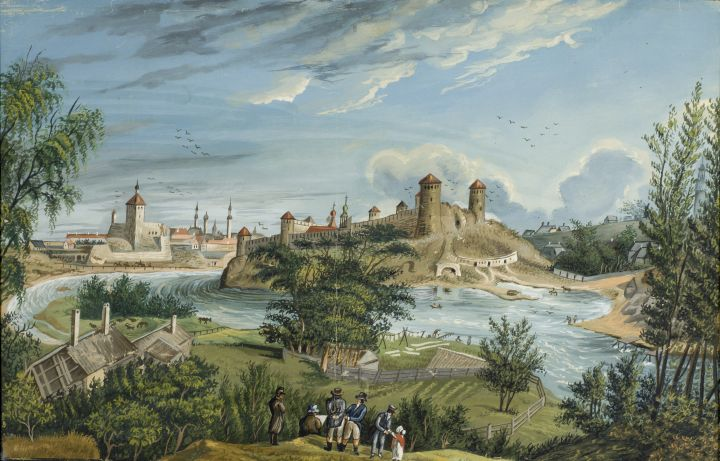
Картина Карла Августа Зенффа «Вид города Нарвы» 1812 года
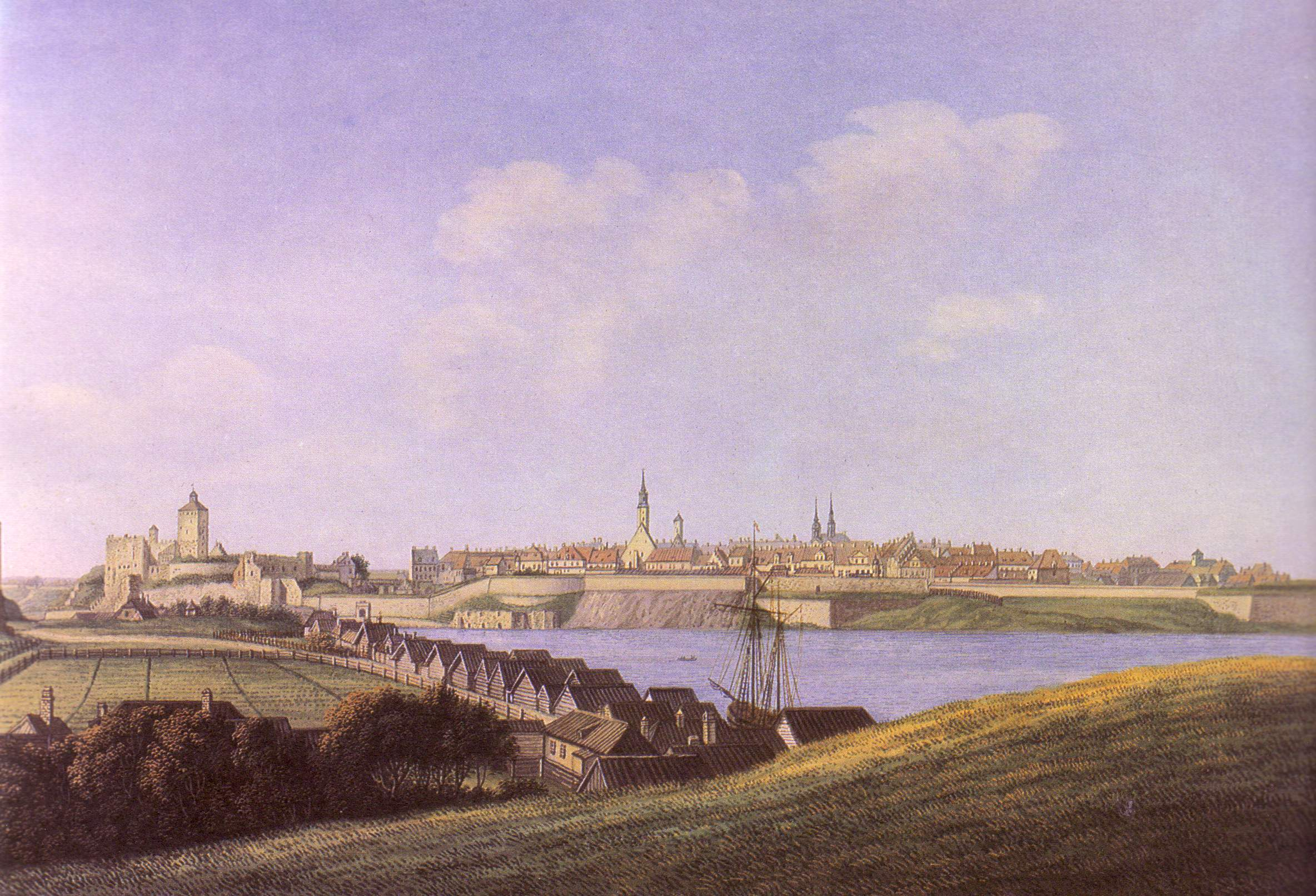
Анонимный художник. Панорама Нарвы в середине XVIII века
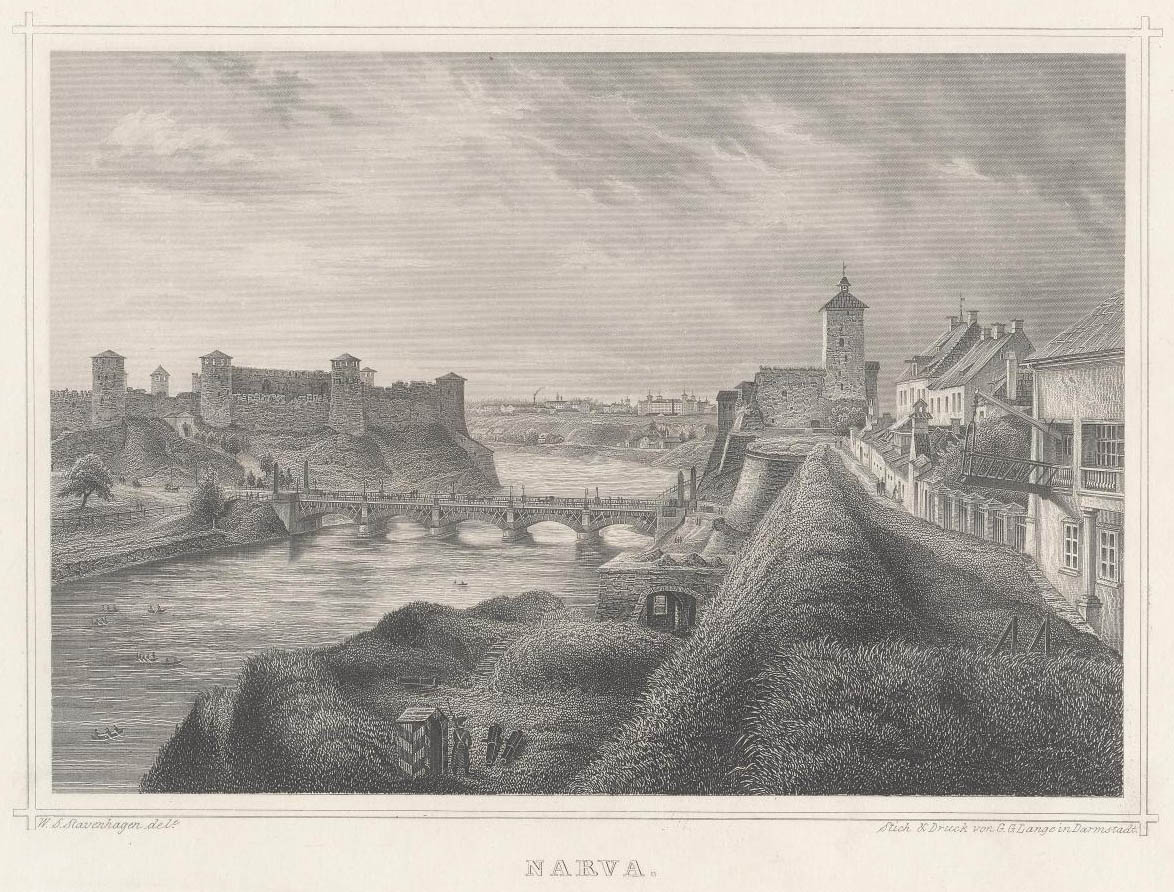
Вильгельм Зигфрид Ставенхаген. Нарва в 1860-х

В 1719 году была образована Ревельская губерния, при этом Нарва осталась в Петербургской губернии. Позднее Нарва была выведена из губернского подчинения, а с 1802 года вновь вошла в состав Петербургской губернии.
После основания крепостей Кронштадт и Свеаборг Нарва утратила своё стратегическое значение. К середине XIX века Нарва стала крупным центром текстильной промышленности благодаря основанию А. Л. Штиглицем суконной и льнопрядильной фабрик, а также возникновению Кренгольмской мануфактуры. Среди учредителей мануфактуры были: Людвиг Кноп, Козьма Терентьевич Солдатенков, Алексей Иванович Хлудов, Ричард Васильевич Барлов, Эрнст Федорович Кольбе.
В 1870 году через город прошла Балтийская железная дорога, соединившая порты Ревель и Балтийский порт на Балтике с Санкт-Петербургом и линией Николаевской железной дороги. Были построены железнодорожная станция и мост через Нарову.

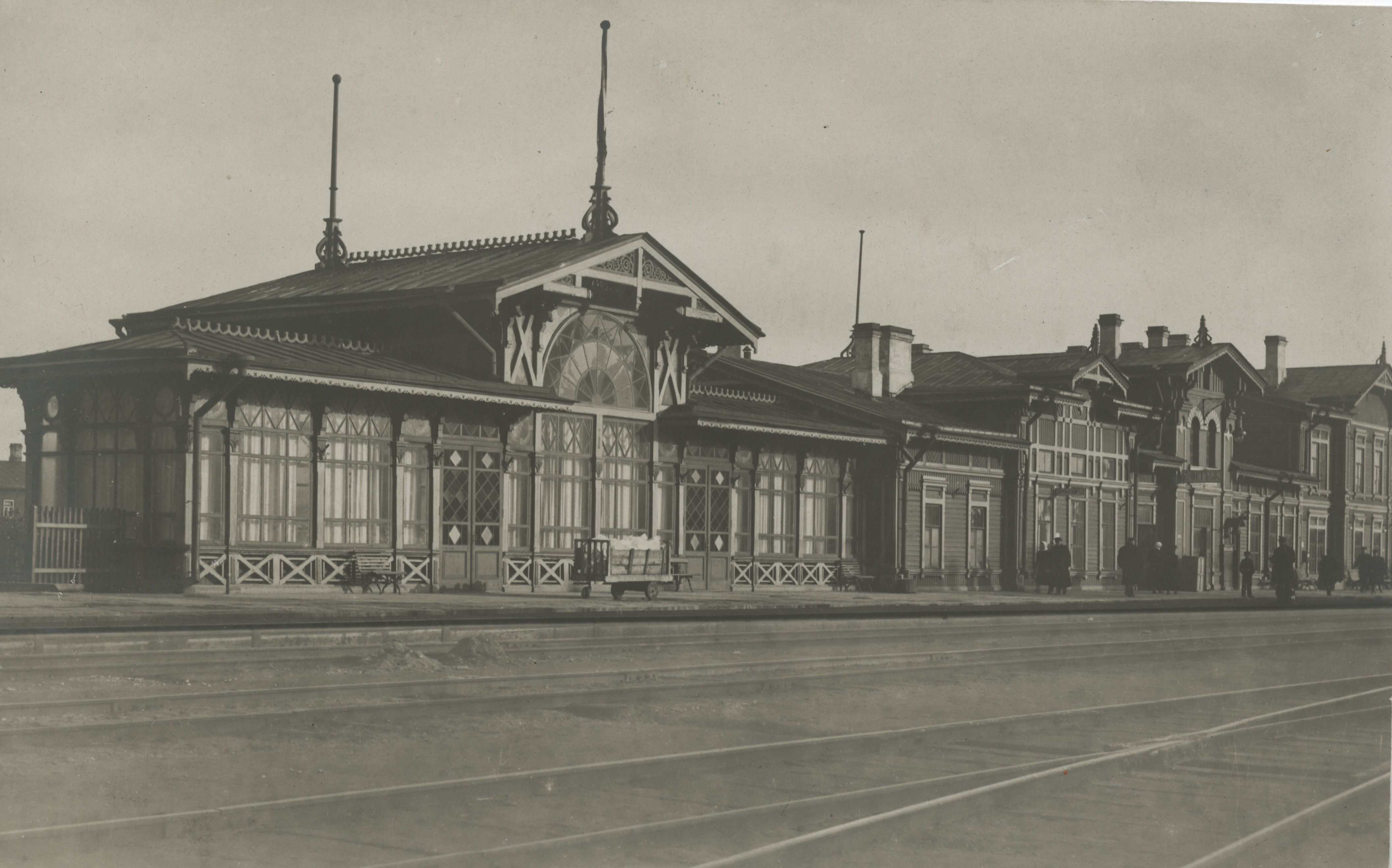
Железнодорожная станция Нарвы
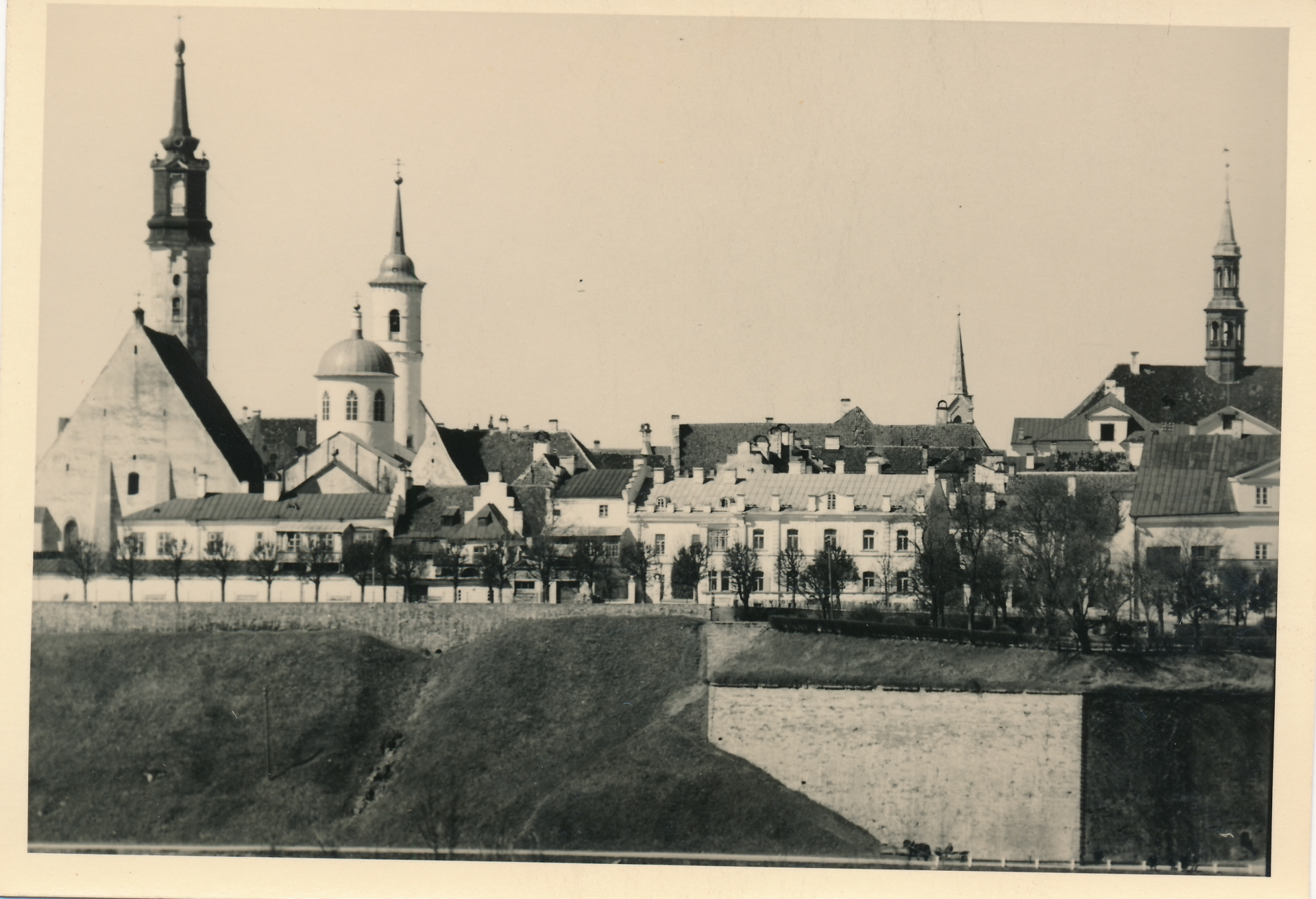
Вид на старый город Нарвы
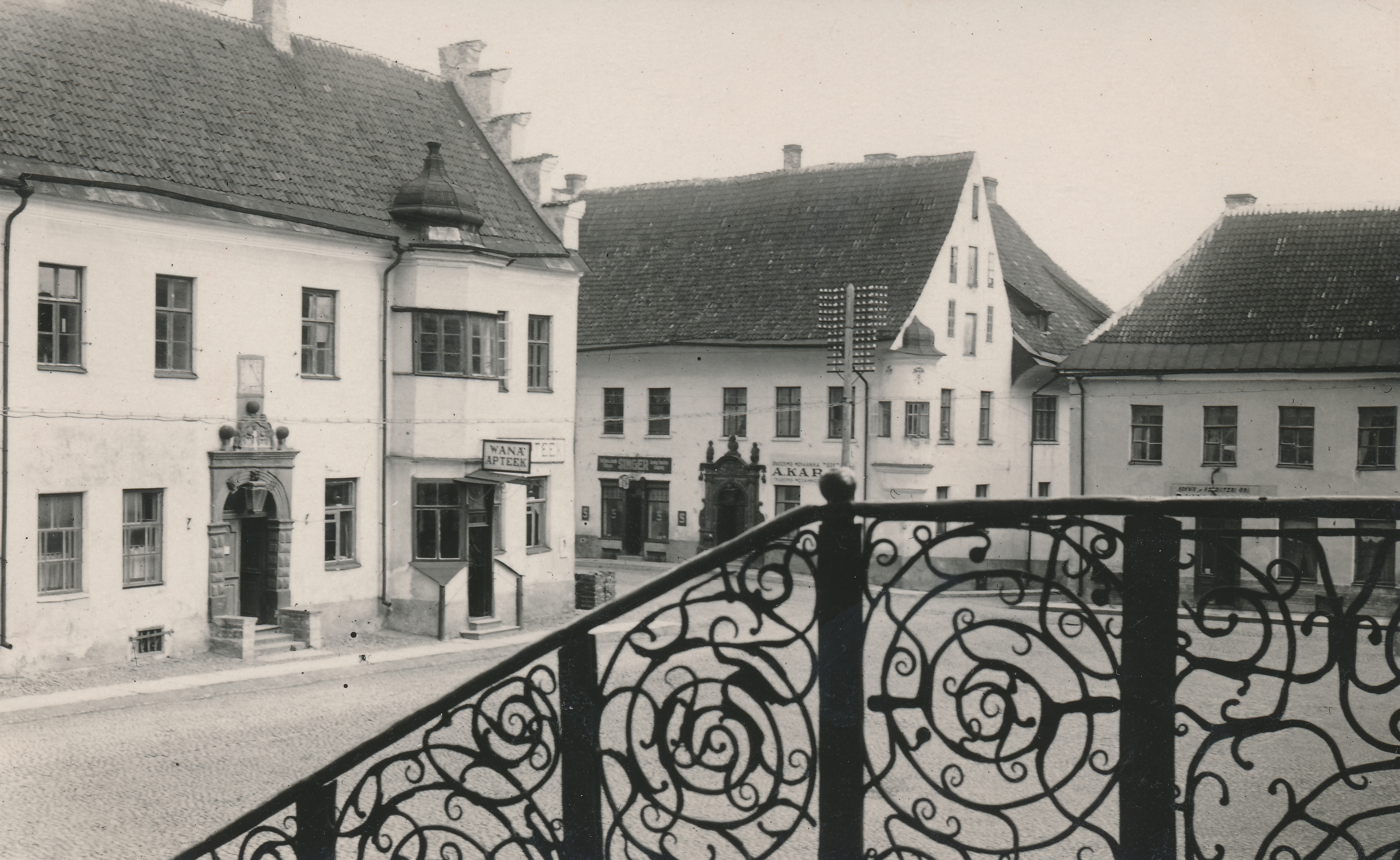
Ратушная площадь
Нарвский замок

### Независимая Эстония
После свержения Временного правительства Нарвская городская управа продолжила переговоры уже с правительством Советской России и 14 ноября 1917 года направила в Петроград прошение о выделении Нарвы из состава Ямбургского уезда и передаче её в Эстляндскую губернию. 16 ноября 1917 года просьба была удовлетворена.
После поражения Германии в Первой мировой войне Красная армия 28 ноября 1918 года заняла Нарву, а затем развернула наступление вглубь Эстонии. В Нарве, занятой красными, была провозглашена Эстонская Советская республика (т. н. Эстляндская трудовая коммуна), просуществовавшая 52 дня. 19 января при поддержке Антанты вооружённые силы Эстонской Республики и русский Псковский добровольческий корпус взяли Нарву. По мирному договору между Советской Россией и Эстонией, подписанном 2 февраля 1920 года в Тарту (Юрьеве), Нарва (как и её район Ивангород) осталась в составе Эстонии.
В 1937 году в Нарве и Ивангороде (как районе города Нарва) проходил первый Русский певческий праздник (см.также Эстонский праздник песни), посвящённый 100-летию со дня смерти А. С. Пушкина. В празднике участвовали все русские общественные организации Эстонии. Выступления хоров, солистов и оркестров состоялись в Нарвском общественном собрании, в клубе «Гармония», в Ивангородском пожарном обществе, в Народном доме на Суконной мануфактуре. На празднике присутствовало более 15 000 зрителей.

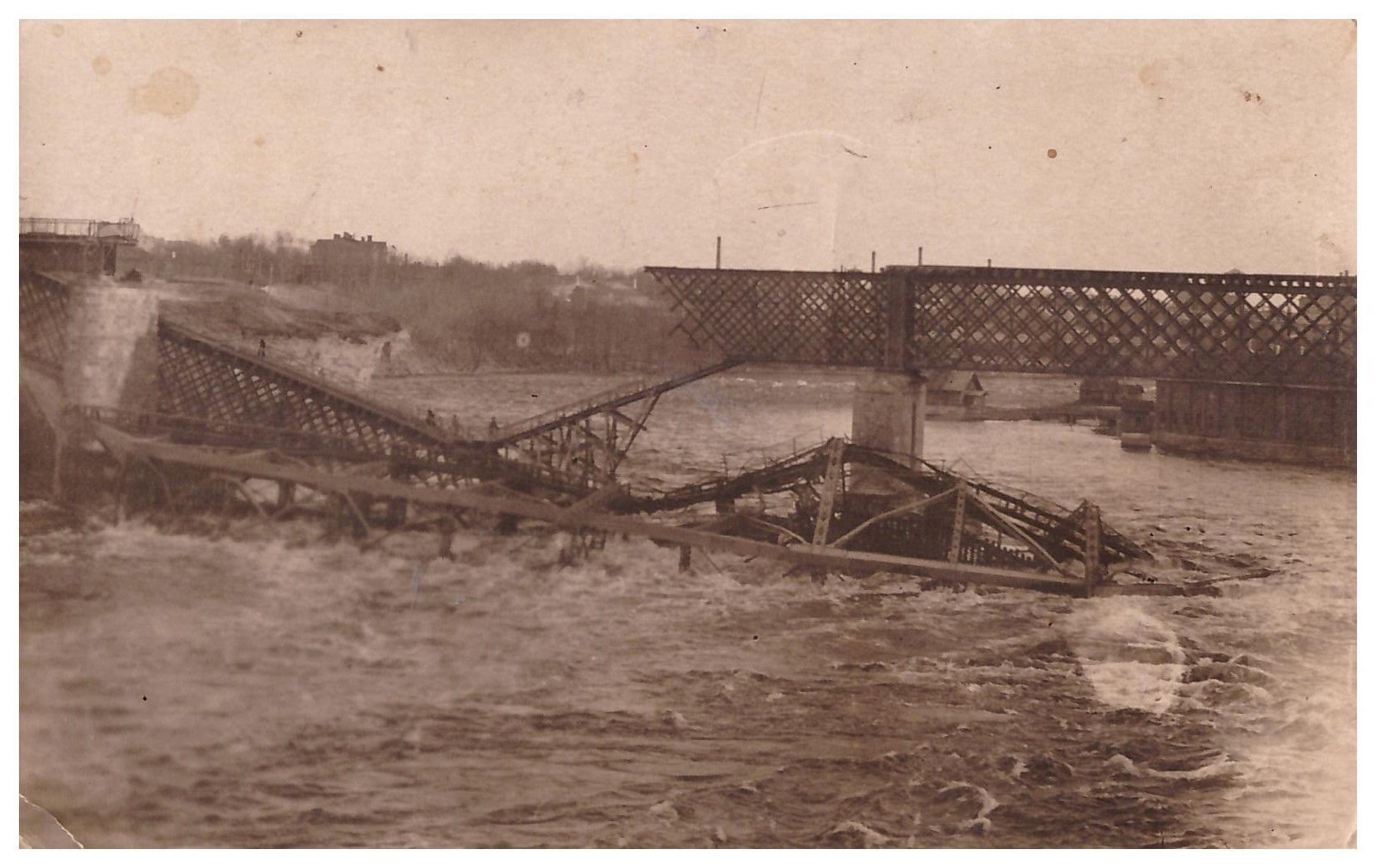
Разрушенный ж/д мост через реку Нарва в 1918 году
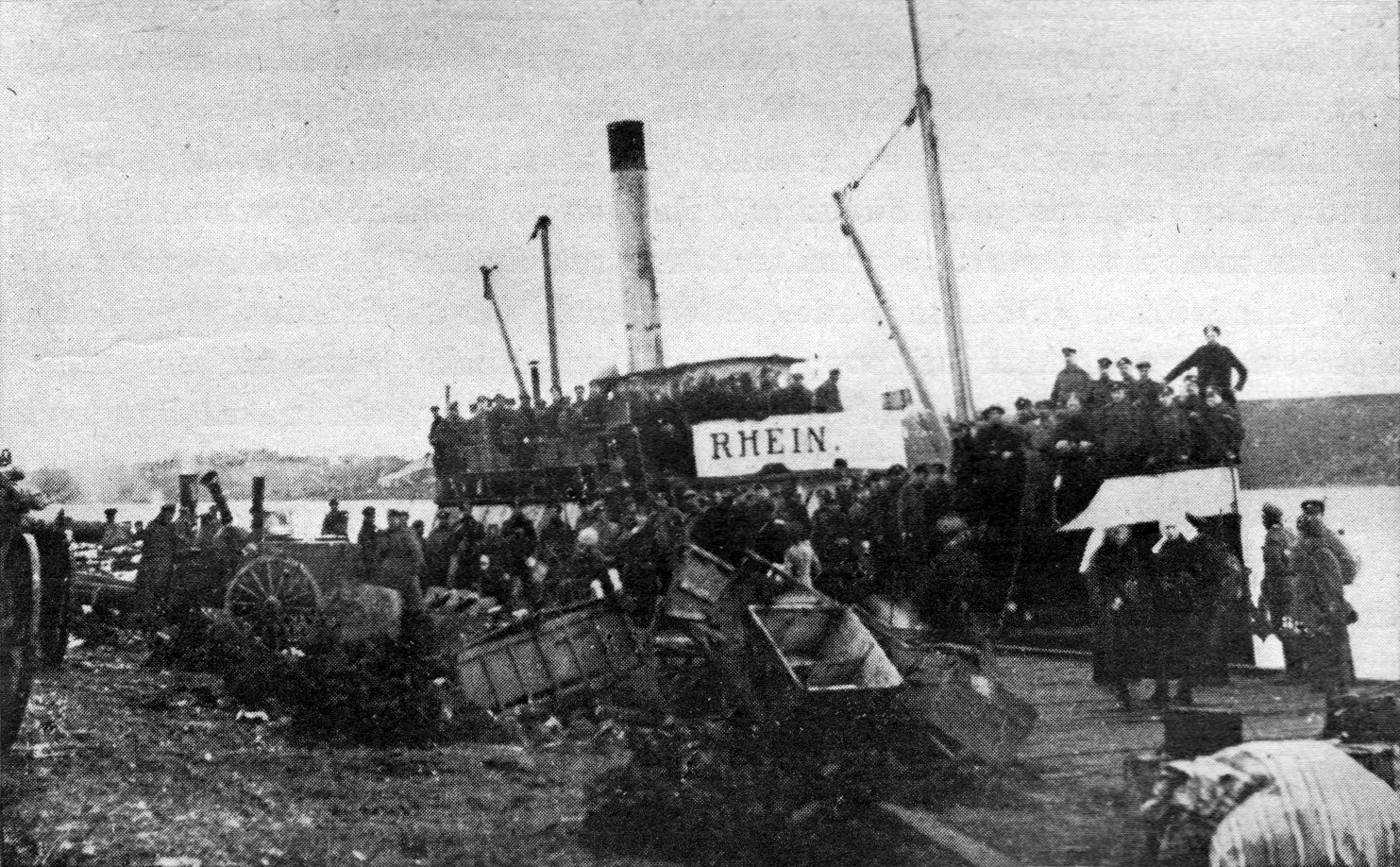
Погрузка вооружённых сил Эстонии на корабль в порту Нарвы в октябре 1919 года
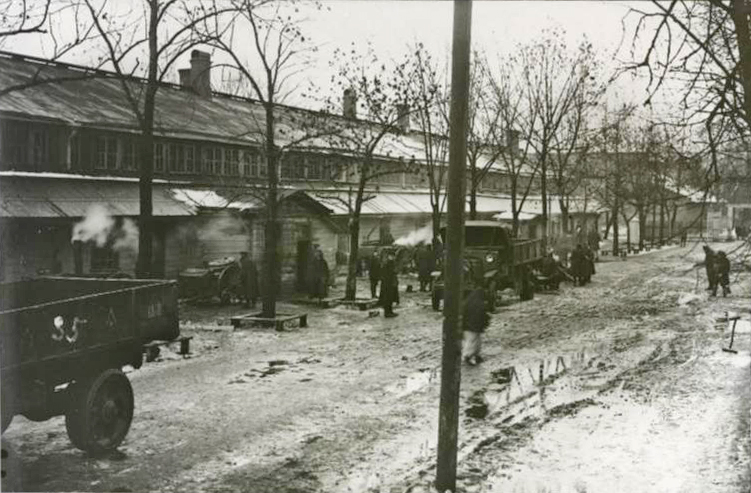
Бараки Нарвской суконной фабрики. Грузовики в ожидании выноса тел умерших. Январь 1920 года
Эстонцы, переезжающие из России в Эстонию в результате оптации. Нарва, 1921 год
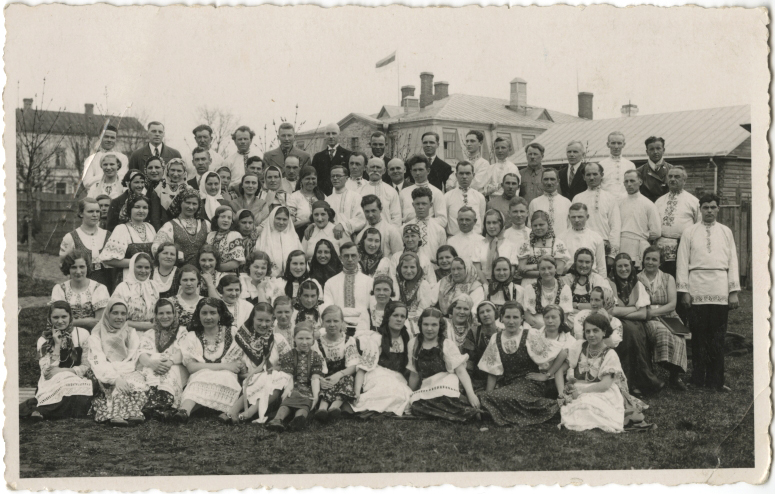
Хор Нарвской фабрики перед первым Всеэстонским Русским праздником песни, 1937 год.

### Советский период
6 августа 1940 года Нарва как часть Эстонской ССР была присоединена к СССР (в современной Эстонии и некоторых других странах этот день считается началом советской оккупации).

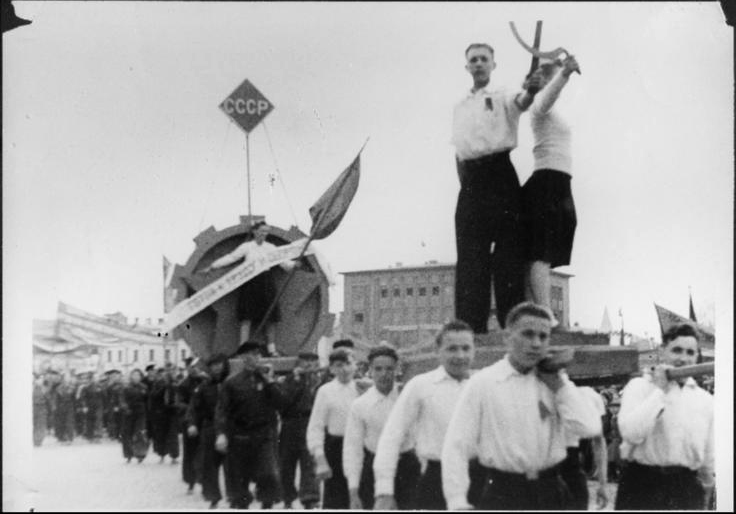
Нарвские рабочие на первомайской демонстрации, на переднем плане коммунистическая молодёжь льняной фабрики. 1 мая 1941 года.
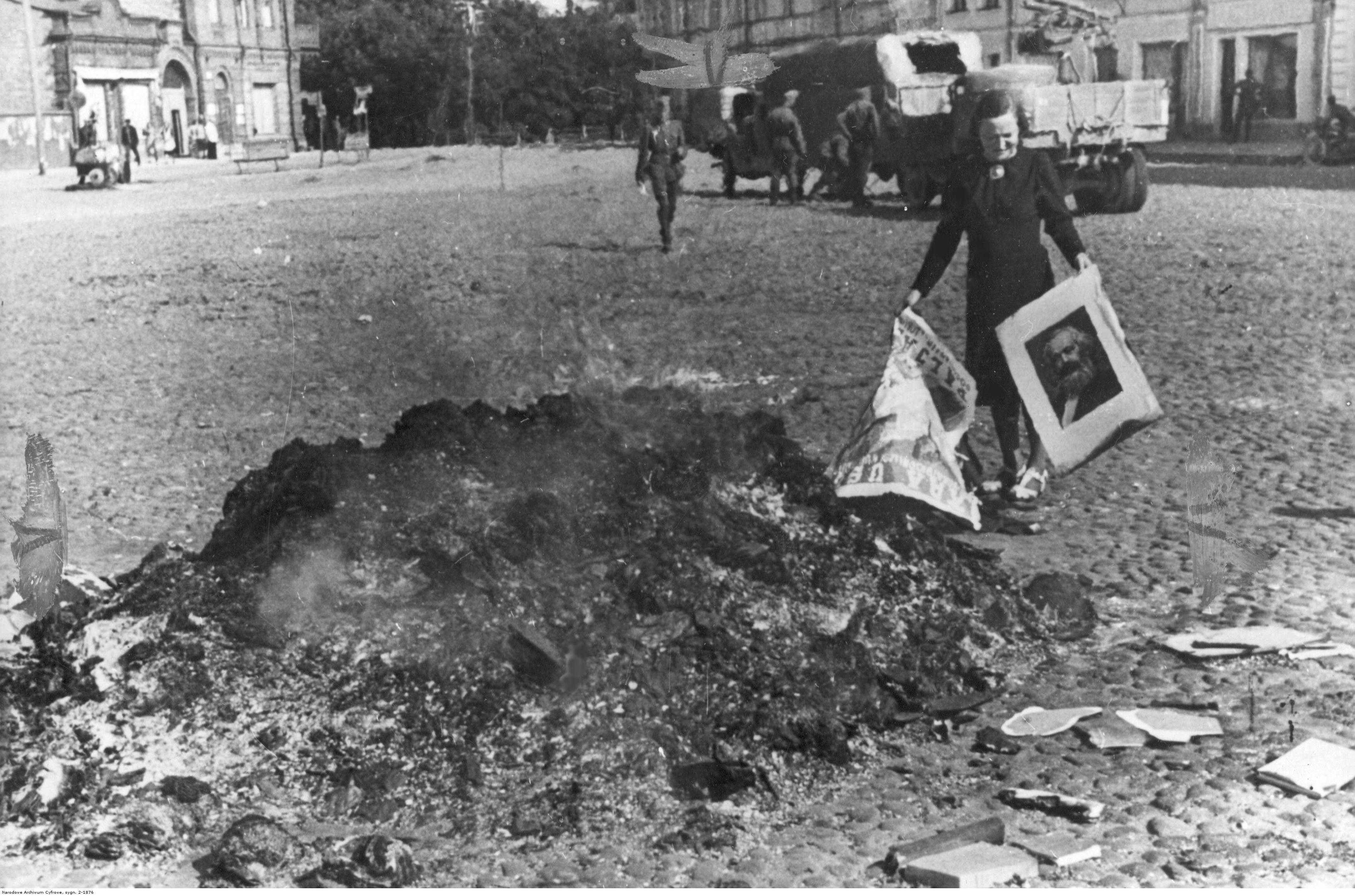
Сжигание советских картин и плакатов на городской площади. 28 августа 1941 года
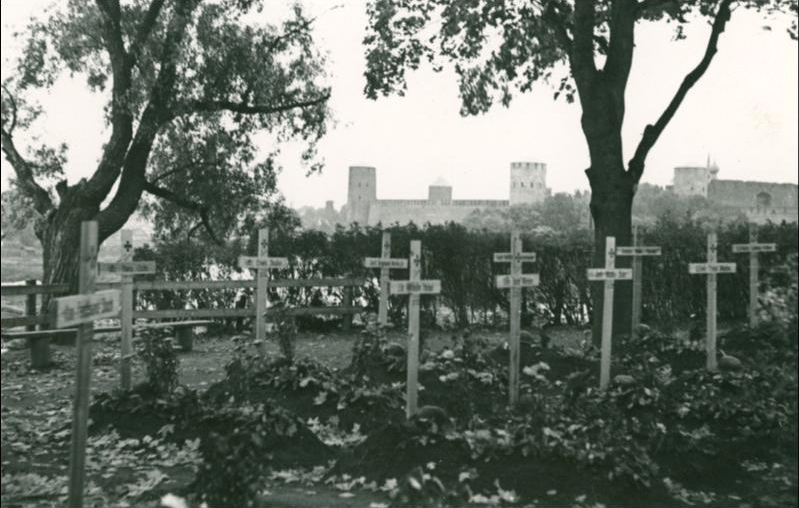
Могилы германских солдат в Тёмном саду. 1 января 1942 года
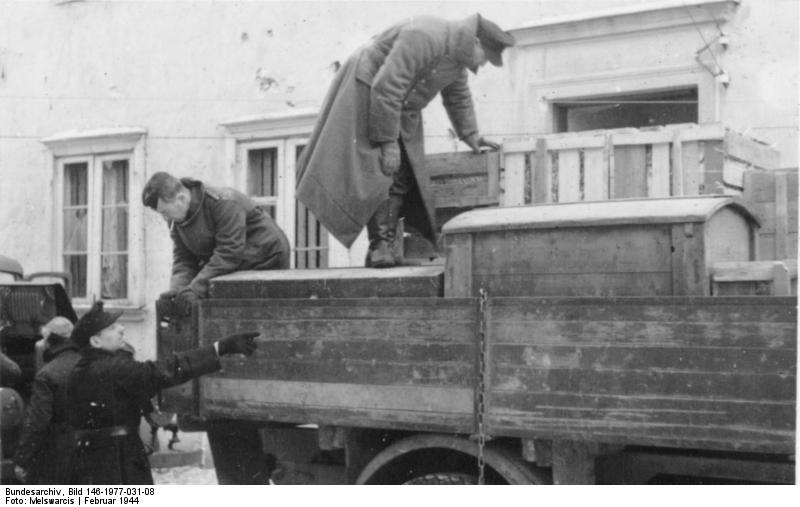
Погрузка экспонатов Нарвского музея для отправки в Германию в феврале 1944 года
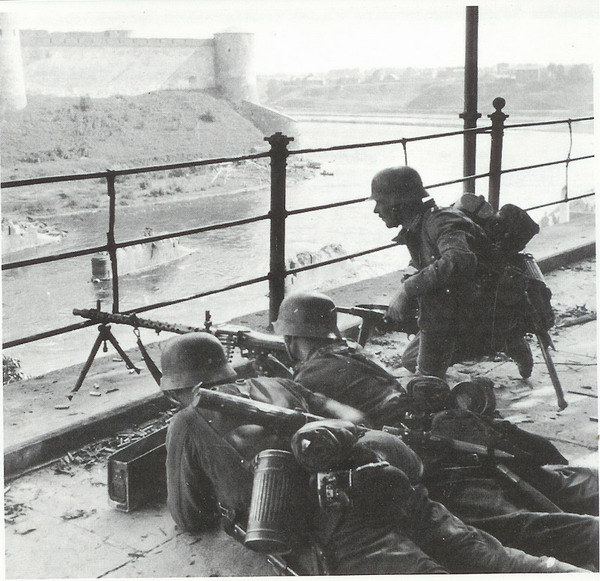
Солдаты войск СС обороняют Нарву в 1944 году
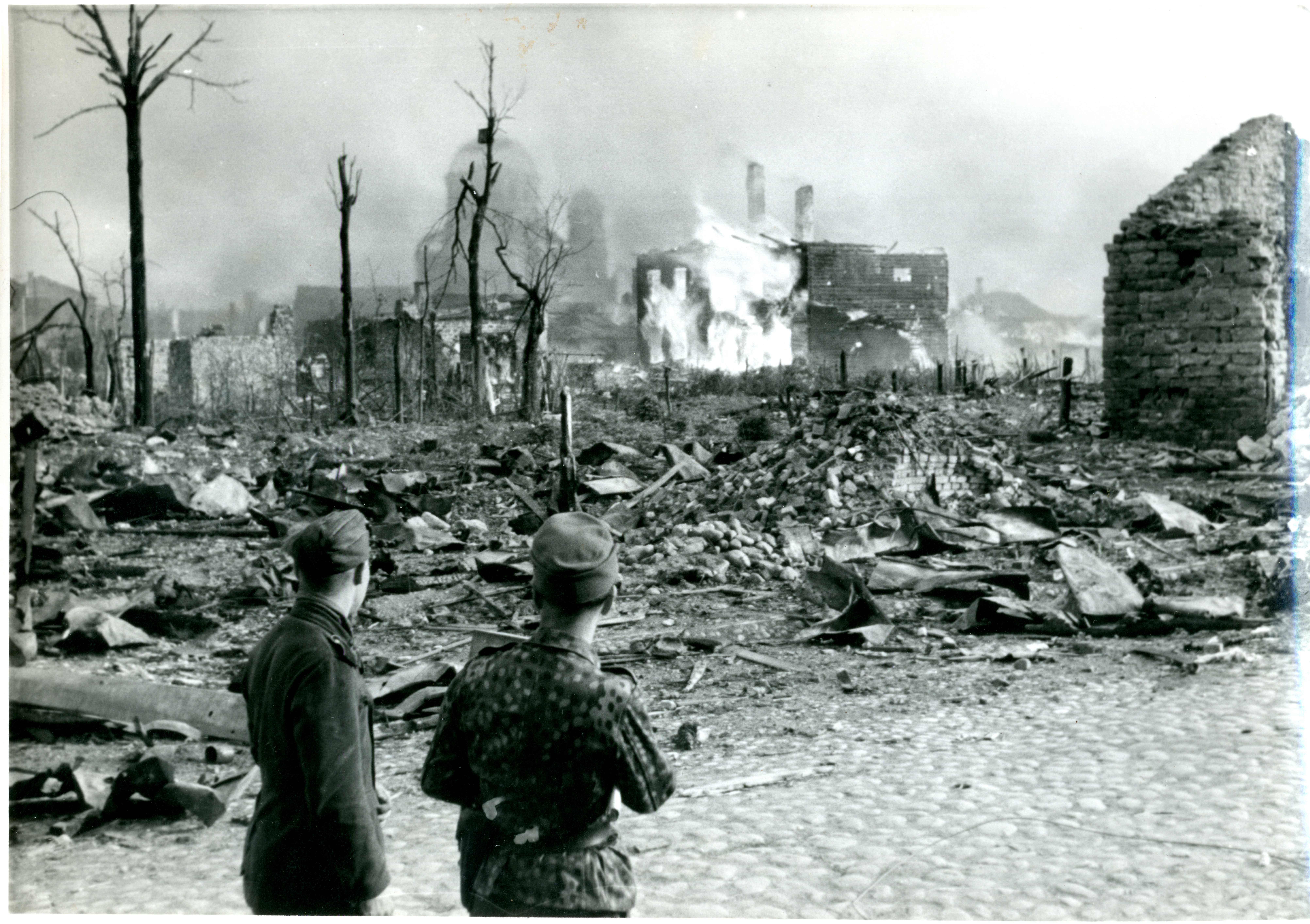
Солдаты войск СС на фоне горящей Нарвы в 1944 году. В дымке виден Нарвский Воскресенский собор
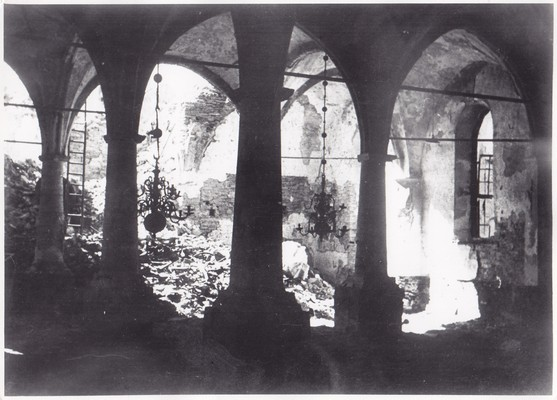
Разрушенная Яановская церковь в 1944 году
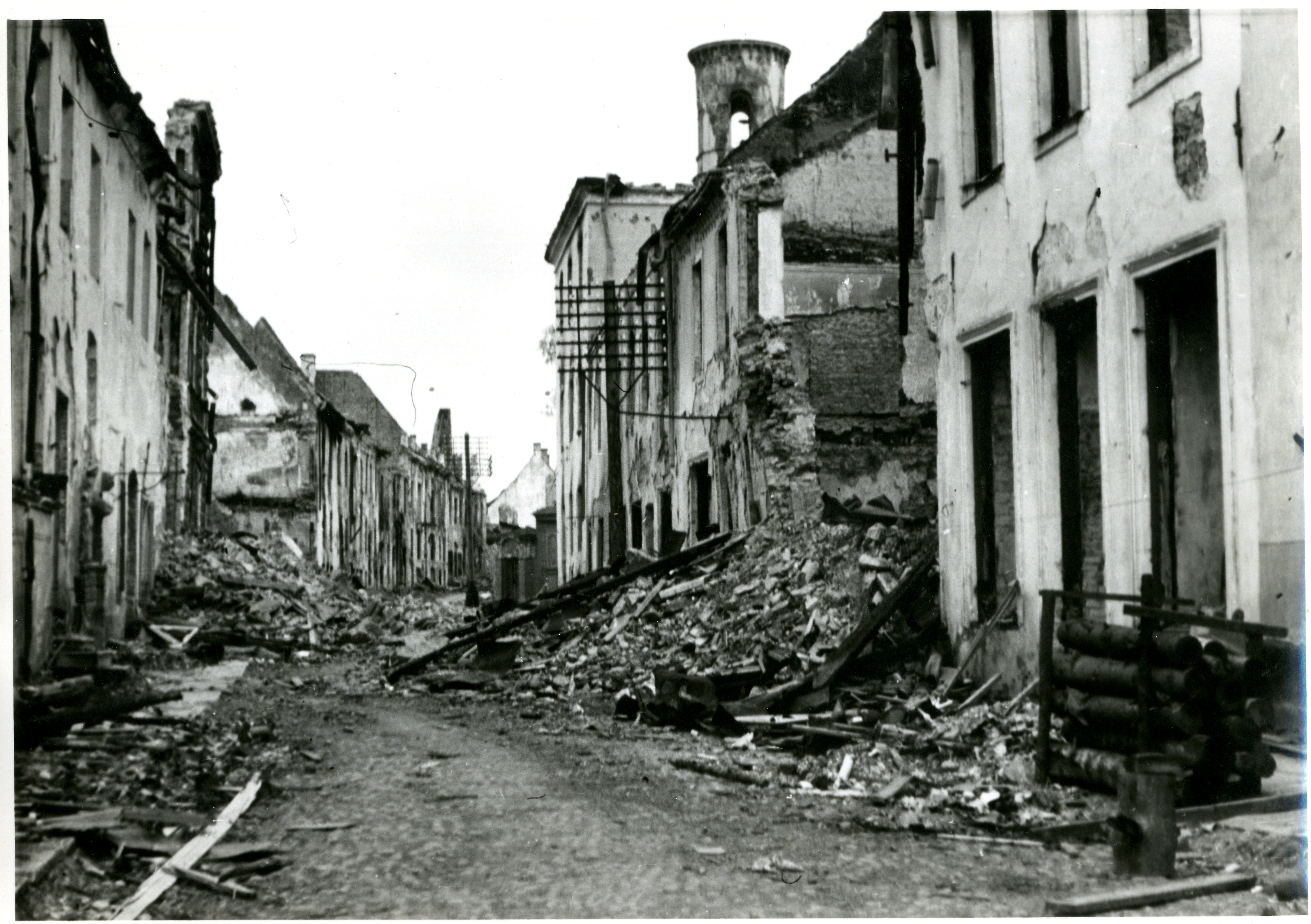
Разрушенный старый город Нарвы в 1944 году. Видна колокольня Спасо-Преображенского собора.
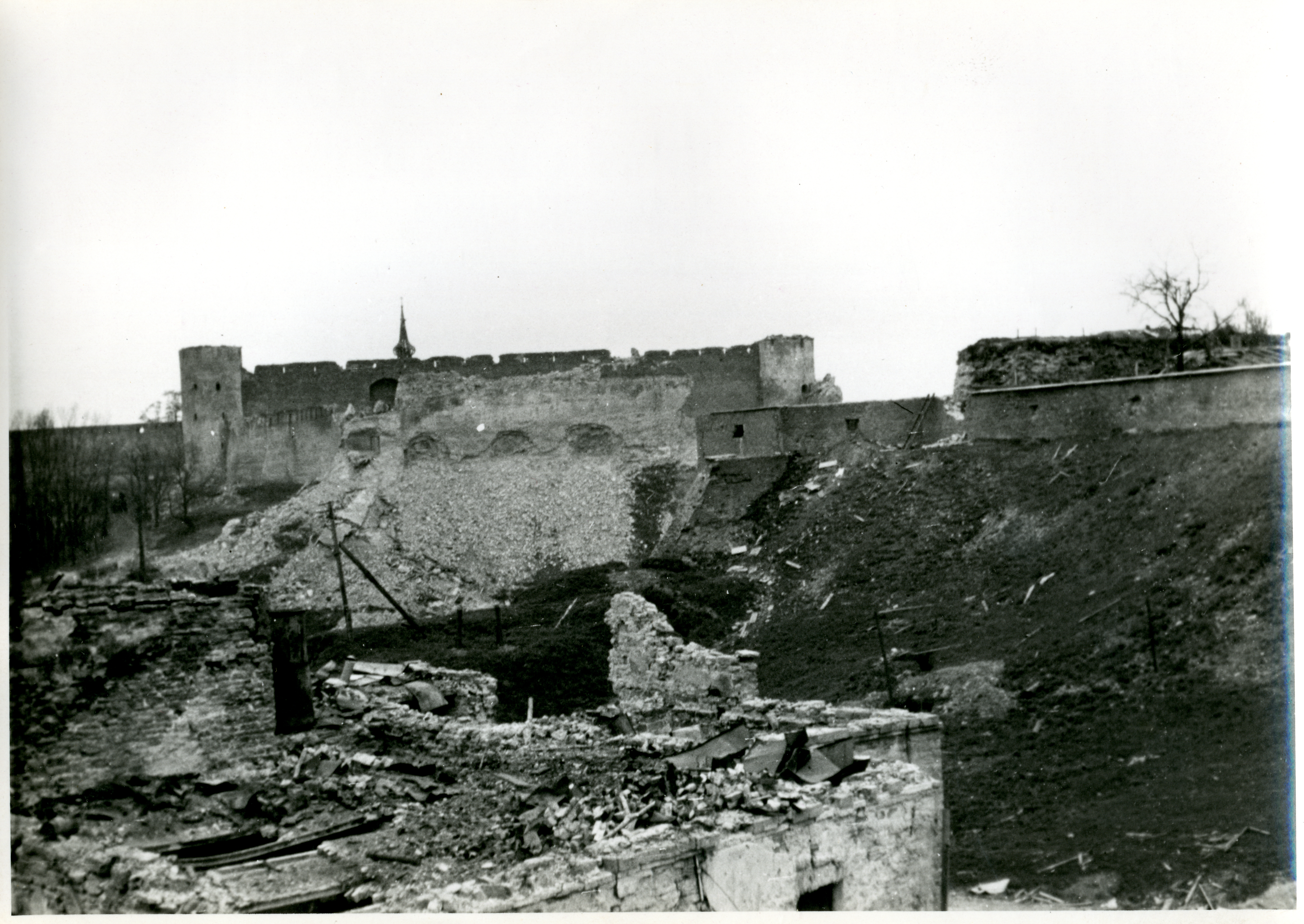
Разрушенный Нарвский замок в 1944 году
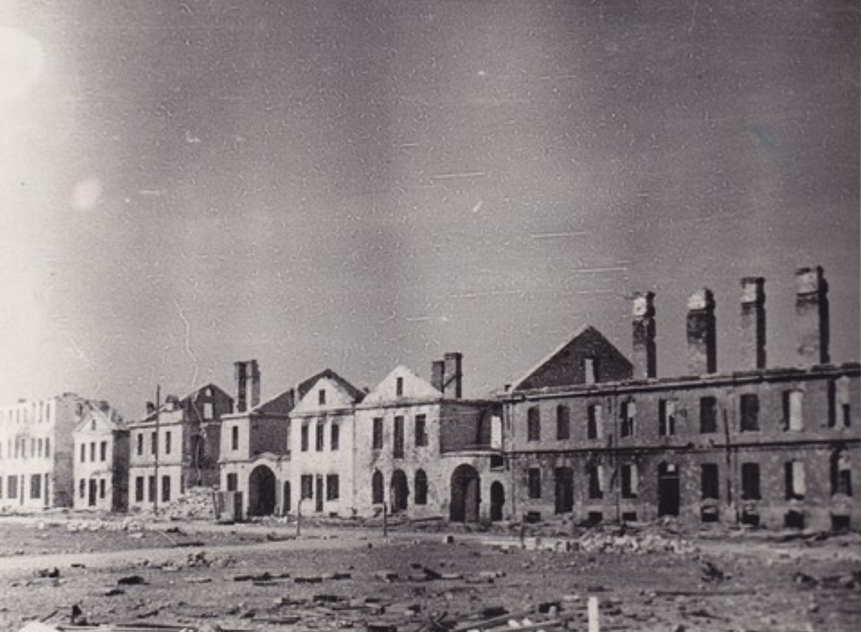
Разрушенная Петровская площадь в 1945 году

Во время Второй мировой войны 17 августа 1941 года была оккупирована германскими войсками. Освобождена в ходе Нарвской операции. Во время войны Старый город был сильно разрушен в ходе ковровых бомбардировок советской авиации, а также при отступлении немцев их специальными сапёрными командами. После войны Нарва, как и Таллин, входила в число 32 городов, взятых на учёт Госкомитетом по делам архитектуры СССР. Несмотря на планы по восстановлению старого города, разрушенные здания не были законсервированы и в начале 1950-х началась расчистка территории под строительство типовых домов. Часть зданий впоследствии всё же была восстановлена: Ратуша (в которой располагался Дворец пионеров, а на третьем этаже находился фотокружок), Ливонский замок с башней Германа (сейчас там расположен Нарвский музей), дом Офицерского собрания и другие. Всего сейчас сохранилось 16 зданий Старого города, в том числе и большая часть здания Владимирской церкви (сейчас там отделение детской стоматологии), некоторые из этих зданий находятся под защитой государства.

Руины музея имени супругов Лаврецовых в 1953 году

### После восстановления независимости Эстонии
При распаде СССР в 1990—1991 гг. в эстонской части Принаровья (Ида-Вирумаа) распространялись идеи о провозглашении Нарвской республики (Принаровской ССР).
Летом 1993 года по решению городского совета в Нарве (а также в Силламяэ) был проведён референдум об автономии. По официальным данным, большинство(около 100 %) пришедших на голосование (при явке около 50 %) поддержало автономию; однако присутствовали заявления о фальсификациях.

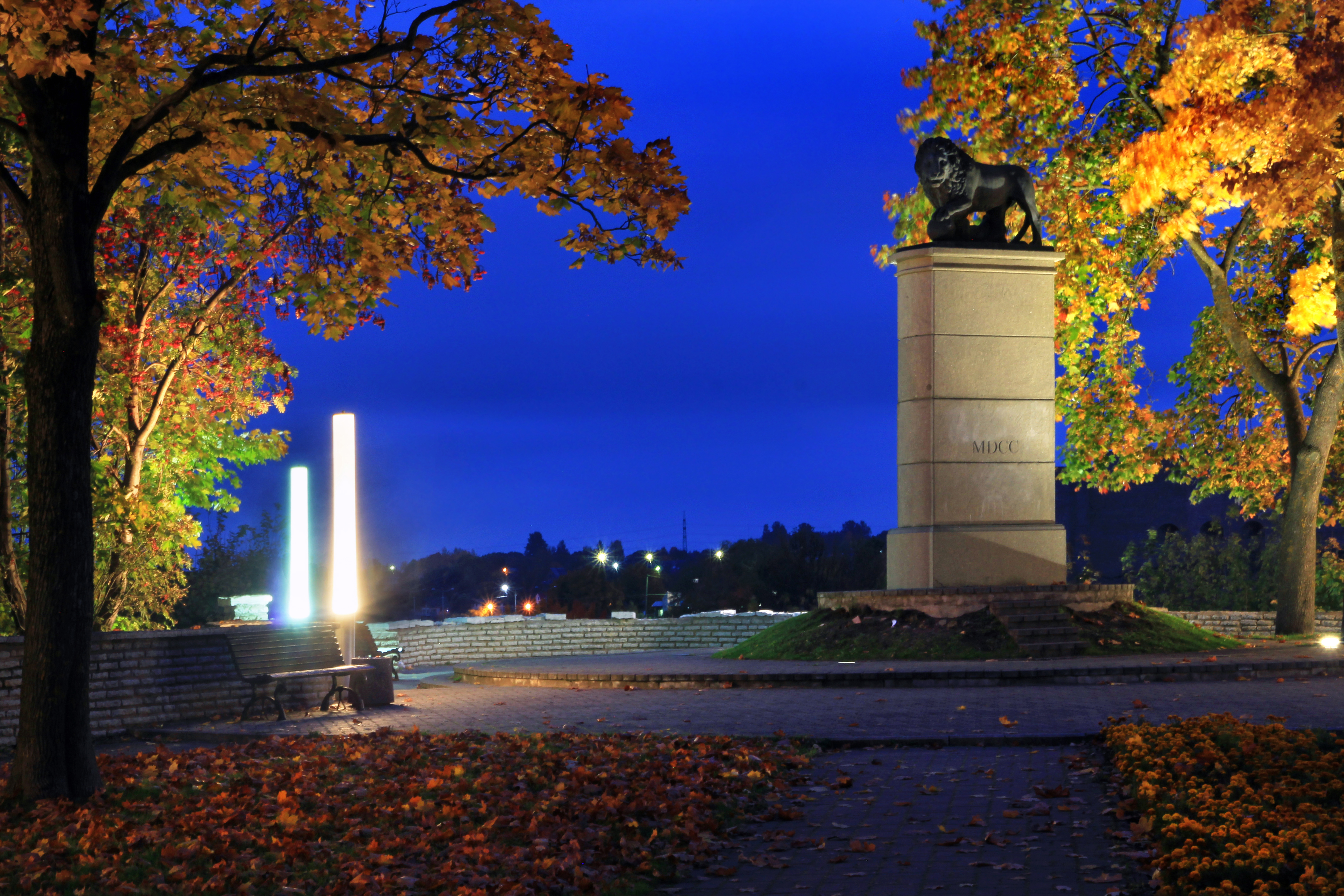
«Шведский лев», установленный в Нарве в память шведских солдат времён Северной войны
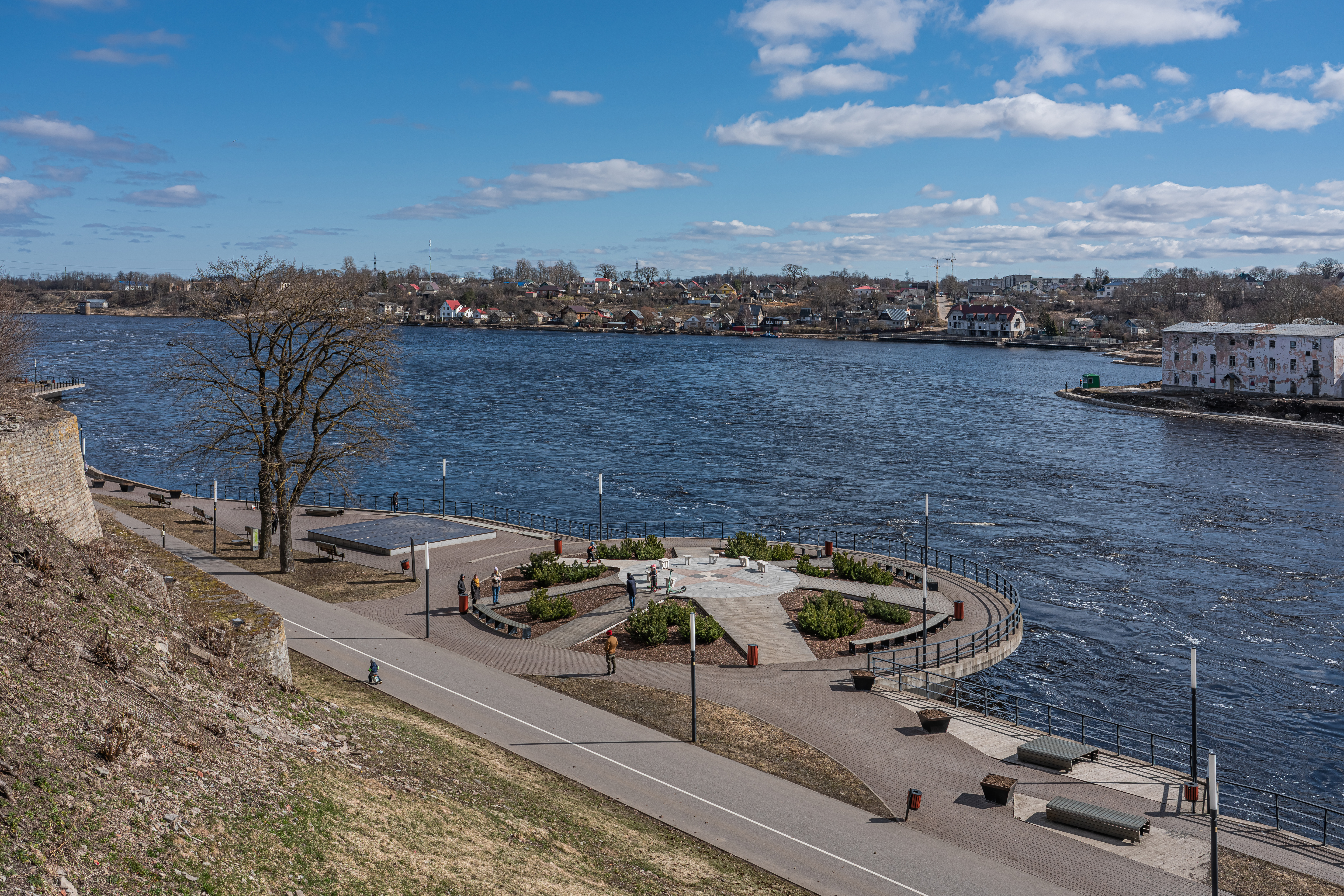
Нарвский променад
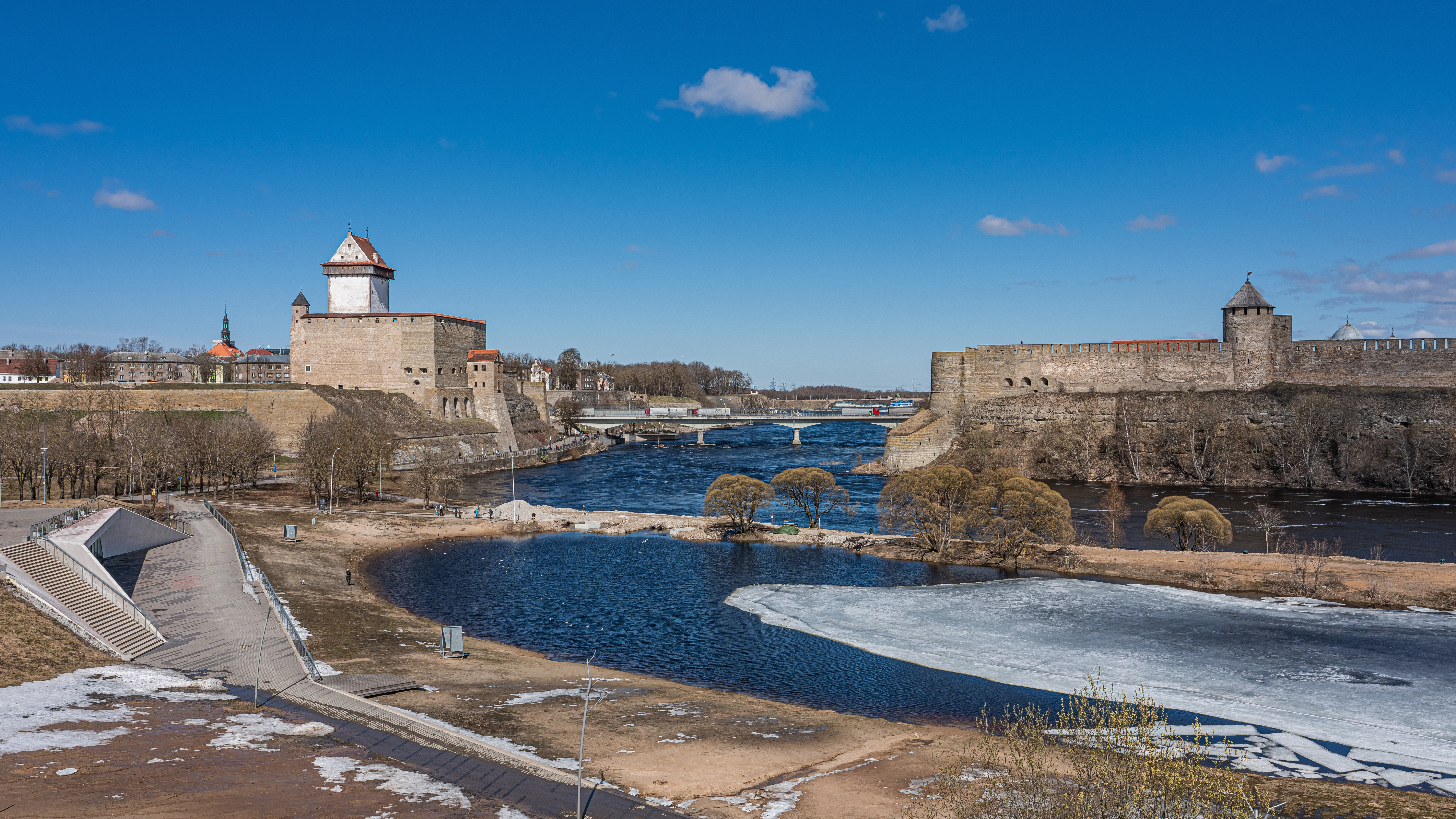
Вид Нарвского замка и Ивангородской крепости

## Население
В 1897 году родным языком у 44,1 % жителей города был эстонский, 43,5 % — русский, 6,0 % — немецкий, 2,8 % — идиш.
По результатам переписи 1934 года, население Нарвы распределялось по этническим группам следующим образом (включая Ивангород): эстонцы — 64,8 %; русские — 29,7 %; немцы — 2,1 %; евреи — 0,8 %; остальные — 2,6 %.
Однако в 1944 году штурмующими Нарву советскими войсками, а также отступающими немецкими войсками 98 % зданий города были разрушены (по мнению некоторых немецких историков, 85 % от этого числа приходится на долю советской армии, 15 % на долю немецких войск). Большинство строений Старого города Нарвы после войны так и не были восстановлены, а большинство коренного населения было вынуждено бежать из города или погибло. Те, кто остался в городе и его окрестностях до января 1944 года (около 20 тысяч человек), были эвакуированы немцами под угрозой расстрела, так как жители не хотели уезжать. Это произошло до 6 марта, когда началась массированная бомбардировка позиций немецких войск, включая Нарву. В память об этих событиях в Нарве установлен памятный камень недалеко от городской поликлиники (в Старом городе).
Сразу после войны происходит быстрая русификация Нарвы, куда в массовом порядке прибывают поселенцы из внутренних областей России, отстроившие город фактически заново, и уже к переписи 1959 года эстонцы составили лишь 11,3 % от населения Нарвы. К концу XX века удельная доля эстонцев в городе снизилась до 3,9 %.
В 2008 году, по данным Нарвского департамента развития и экономики, представленным в сборнике «Нарва в цифрах 2008», доля русского населения составляла 80,1 %, доля эстонского — 3,9 %. На 1 января 2009 года население города Нарва составляло 66 151 человек (5 % населения страны), на 1 января 2014 года — 62 078 человек. Площадь города — 84,54 км². Плотность населения — 810,5 чел/км².
Русский язык является основным средством общения. В официальной сфере также в основном используется русский язык. В прошлом велико было значение немецкого и шведского языков. Школы Нарвы, кроме одной — русскоязычные, но правительство Эстонии в 2007 учебном году начало постепенно переводить обучение в старших классах русских школ на эстонский язык — 60 % на эстонском и 40 % на русском. Данным нововведением правительство хочет улучшить показатели поступления русскоязычных учеников в эстонские ВУЗы. В городе действует отделение Союза объединения российских соотечественников в Эстонии и Эстонский республиканский союз граждан России.
На 1 января 2009 года в городе проживали:
- русские (53,3 тыс.) — около 80,9 % населения города,
- эстонцы (2,6 тыс. человек) — около 3,9 %,
- украинцы — около 2,55 %,
- другие национальности (белорусы, татары, армяне, немцы, финны и др.) — 2,65 %.

По данным переписи населения 2011 года в городе проживало 58 663 человека, из них 51 434 человека (87,68 %) — русские, 3031 человек (5,17 %) — эстонцы, 4138 человек (7,05 %) — другие национальности.
На 1 января 2014 года в Нарве всего проживало 62 000 человек, из них граждан Эстонии — 46,7 % (29 000 человек), граждан России — 36,3 % (22 600), лиц без гражданства — 15,3 % (9 500).

### Данные переписи 2021 года
По данным переписи населения 2021 года в городе проживало 53 955 человек, из них 46 937 человек (86,99 %) — русские, 3107 человек (5,76 %) — эстонцы, 1140 человек (2,11 %) — украинцы, 833 человека (1,54 %) — белорусы, 325 человек (0,6 %) — финны, 237 человек (0,44 %) — татары, 125 человек (0,23 %) — литовцы, 124 человека (0,23 %) — немцы, 88 человек (0,16 %) — поляки, 85 человек (0,16 %) — латыши, 49 человек (0,09 %) — армяне, 48 человек (0,09 %) — евреи, 813 человек (1,51 %) — лица других национальностей, национальность 44 человек (0,08 %) неизвестна.
Доля населения старше 65 лет в структуре населения города составляла 25,8 % населения (13 922 чел.), а доля населения младше 14 лет составляла 13,16 % (7 103 чел.).
Из числа жителей города граждане Эстонии составили 50,29 % (27 133 чел.), граждане России — 34,65 % (18 695 чел.), лица без гражданства — 13,16 % (7 099 чел.), граждане других стран — 1,89 % (1 021 чел.), лица с неизвестным гражданством — 0,01 % (7 чел.). По данным переписи населения Эстонии 2021 года 86,99 % населения города составляют русские или 14,89 % всех русских Эстонии проживает в Нарве. По данным переписи населения Эстонии 2021 года в городе проживает 22,88 % (18 695 чел.) всех граждан России, проживающих в Эстонии.
В Нарве проживает 10,66 % (7 099 чел.) всех апатридов Эстонии.
Из 53 955 жителей города для 51 560 человек (98,02 % населения Нарвы) родным был русский язык, для 1 222 человек (2,26 %) — эстонский, для 373 человек (0,69 %) — украинский, для 103 человек (0,19 %) — белорусский, для 75 человек (0,14 %) — татарский, для 39 человек (0,07 %) — азербайджанский, для 32 человек (0,06 %) — финский, для 31 человека (0,06 %) — английский, для 26 человек (0,05 %) — армянский, для 23 человек (0,04 %) — немецкий, для 22 человек (0,04 %) — французский, для 18 человек (0,03 %) — латышский, для 10 человек (0,02 %) — литовский, для 10 человек (0,02 %) — испанский, для 340 человек (0,63 %) родным был какой-либо другой язык, родной язык 71 человека (0,13 %) был неизвестен.

## Статистика
Данные Департамента статистики о городе Нарва:
Число жителей на 1 января каждого года:
| Год     | 2016   | 2017     | 2018     | 2019     | 2020     | 2021     | 2022     |
| ------- | ------ | -------- | -------- | -------- | -------- | -------- | -------- |
| Человек | 58 204 | ↘ 57 130 | ↘ 56 103 | ↘ 55 249 | ↘ 54 409 | ↘ 53 424 | ↗ 53 955 |

Число рождений:
| Год           | 2016 | 2017  | 2018  | 2019  | 2020  |
| ------------- | ---- | ----- | ----- | ----- | ----- |
| Живорождённых | 503  | ↘ 421 | ↗ 427 | ↘ 382 | ↘ 371 |

Число смертей:
| Год     | 2016 | 2017 | 2018  | 2019  |
| ------- | ---- | ---- | ----- | ----- |
| Умерших | 837  | 837  | ↗ 885 | ↘ 853 |

Число учеников в школах:
| Год     | 2016  | 2017    | 2018    | 2019    |
| ------- | ----- | ------- | ------- | ------- |
| Человек | 6 009 | ↘ 5 962 | ↘ 5 924 | ↘ 5 757 |

## Экономика

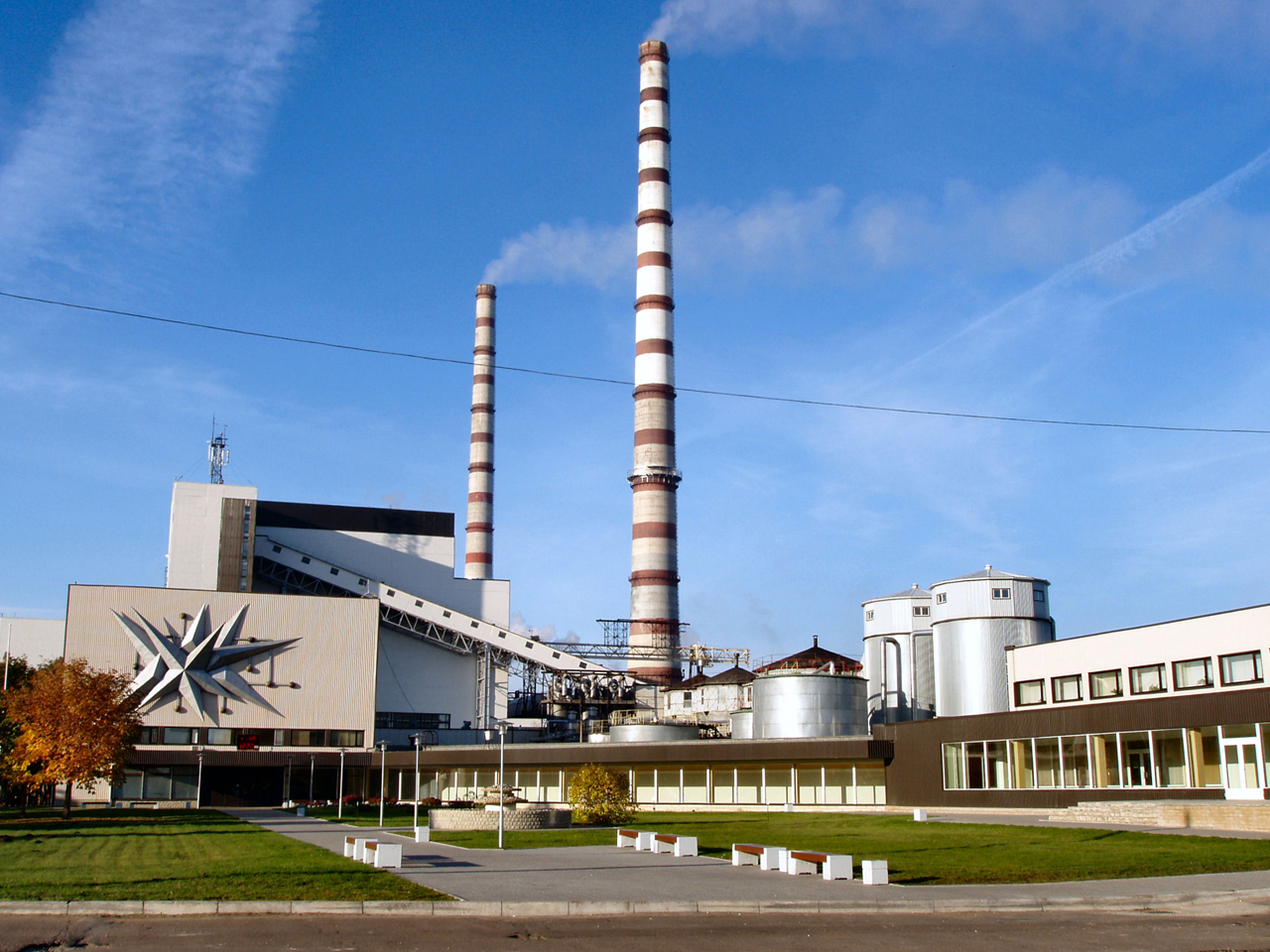
Эстонская ГРЭС

Торгово-развлекательный центр Astri

В советское время главными отраслями промышленности города были: энергетическая, текстильная, производство стройматериалов, машиностроение. В Нарве располагалось одно из крупнейших хлопчато-бумажных предприятий СССР — Кренгольмская мануфактура, в настоящее время почти не функционирующее. Близ города построены Прибалтийская и Эстонская ГРЭС, работающие на местных сланцах. Имелись заводы, комбинат стройматериалов, литейно-механический завод, предприятия деревообрабатывающей и пищевой промышленности, в настоящее время также закрыты.
Из образовательных учреждений имеются центр профессиональной подготовки, Нарвский колледж Тартуского университета, Эстоно-Американский бизнес-колледж (до 2013 года), Нарвский профессиональный учебный центр. Заслуживают внимания Нарвский музей в замке и Художественная галерея.
Экономическую основу Нарвы и сегодня составляет энергетика. Энергетический комплекс Нарвских электростанций является крупнейшим работодателем, где работает около 600 человек.
Традиционными для Нарвы являлись также деревообработка, производство мебели, стройматериалов, в настоящее время из-за ненадобности закрыты.
В Нарве до сих пор хорошо развито швейное производство, металлообработка, изготовление контрольно-измерительной и медицинской аппаратуры, а также различного промышленного оборудования.
Наряду с крупной промышленностью действуют и предприятия малого и среднего бизнеса, среди которых наибольшее развитие получили торговые, обрабатывающие и предприятия сферы обслуживания. Общее количество зарегистрированных в Нарве предприятий — более двух тысяч.
Предприятия с численностью работающих до 80 человек составляют основную массу (95 %) действующих в городе предприятий, при этом 79 % составляют предприятия, на которых численность работающих не превышает 10 человек.
Нарва предлагает фирмам и предприятиям хорошие условия для их деятельности: в городе имеется достаточное количество компактно расположенных производственных площадей, квалифицированная рабочая сила, внутригородская граница с Россией и прямое сообщение с крупнейшими городами Эстонии, Санкт-Петербургом, Москвой, Ригой и Псковом.

Кренгольмская мануфактура, здание Йоальской фабрики

Данные Департамента статистики о городе Нарва:
Средняя брутто-зарплата:
| Год  | 2016   | 2017     | 2018     | 2019     | 2020     |
| ---- | ------ | -------- | -------- | -------- | -------- |
| Евро | 823,54 | ↗ 889,55 | ↗ 925,40 | ↗ 989,46 | ↗ 1017,9 |

В 2019 году муниципалитет Нарва занимал последнее место по величине средней брутто-зарплаты среди 79 муниципалитетов Эстонии.
Зарегистрированные безработные:
| Год     | 2016  | 2017    | 2018    | 2019    |
| ------- | ----- | ------- | ------- | ------- |
| Человек | 3 102 | ↘ 2 942 | ↘ 2 491 | ↗ 2 598 |

## Транспорт
В Нарве действует 7 городских автобусных линий, автобусы на которых функционируют с 6 до 23 часов и отправляются в среднем 2 раза в час.
В городе есть железнодорожная станция Нарва на линии Таллин — Нарва.

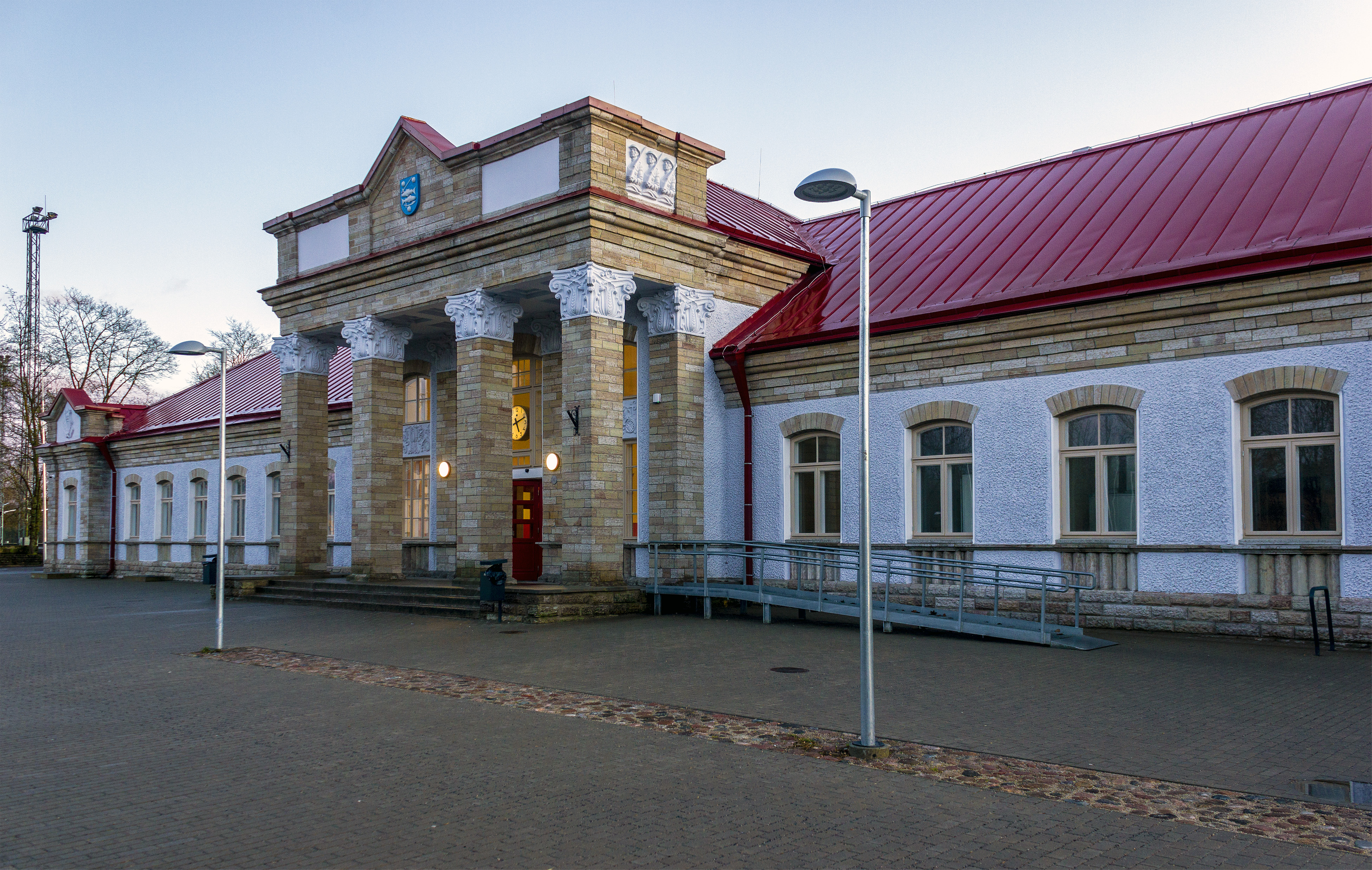
Железнодорожный вокзал Нарвы (памятник культуры)
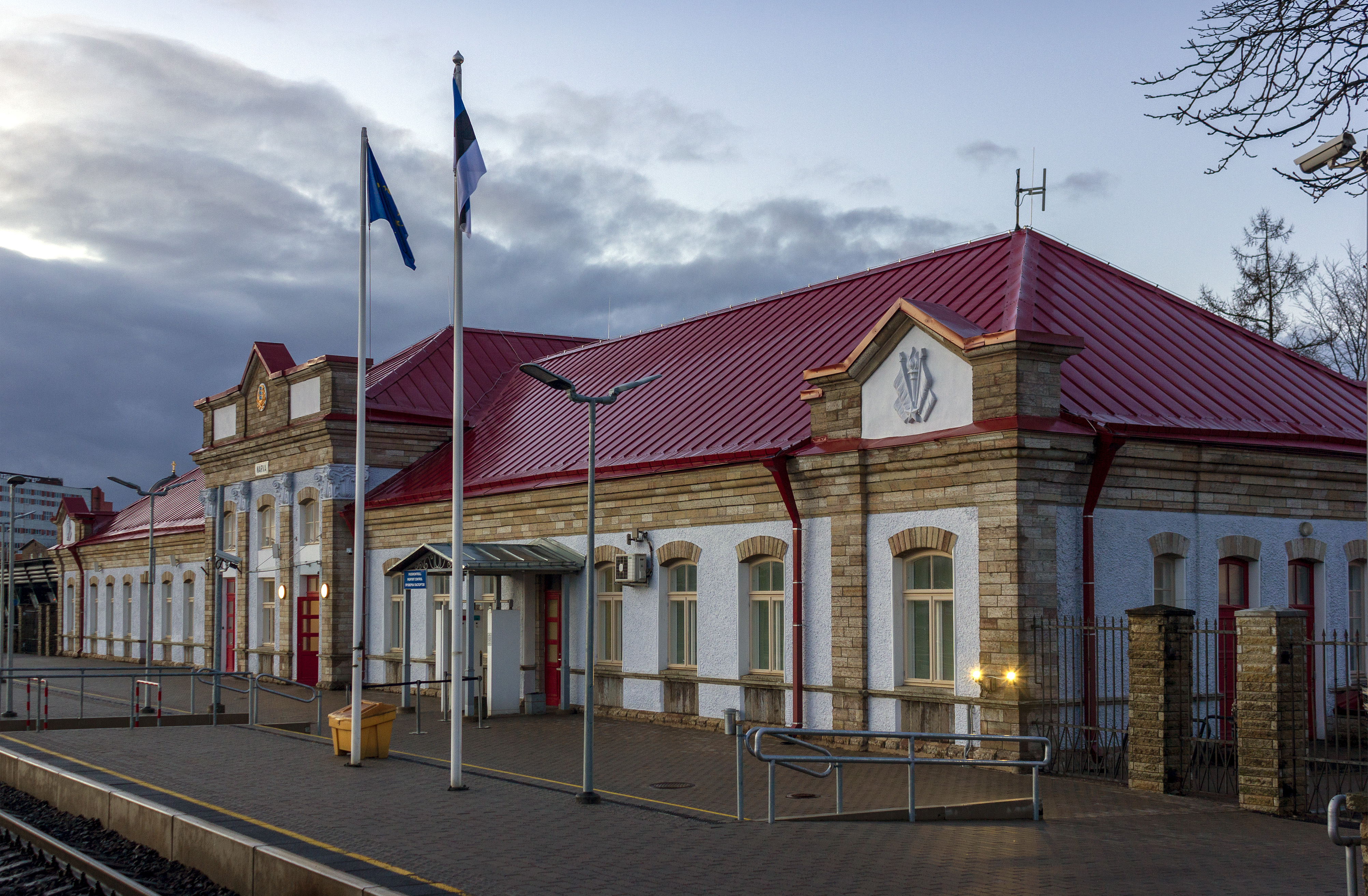
Железнодорожный вокзал Нарвы (памятник культуры)
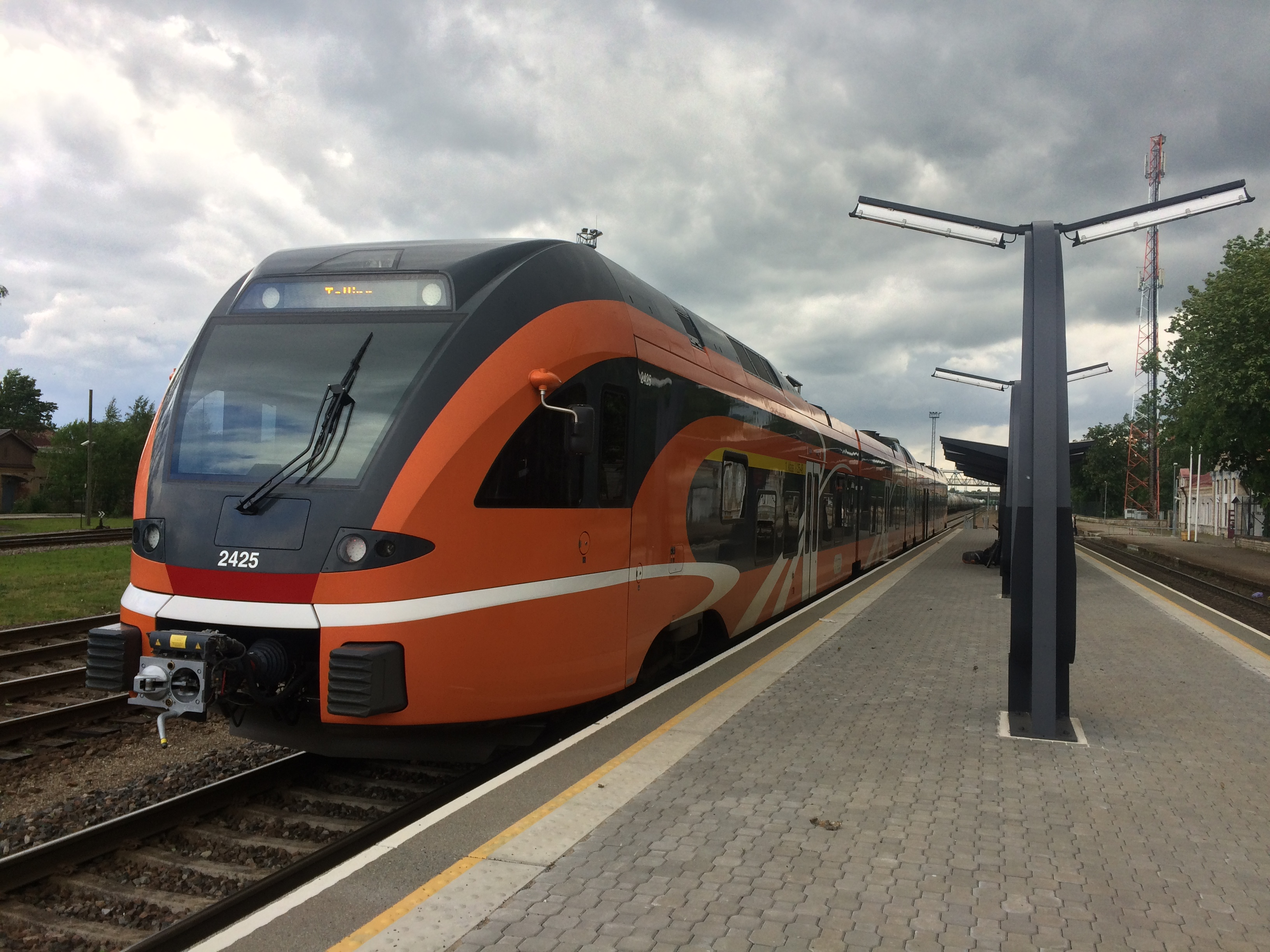
Пассажирский поезд Stadler FLIRT компании оператора Elron на платформе станции Нарва

## Образование и культура
Из образовательных учреждений имеются центр профессиональной подготовки, Нарвский колледж Тартуского университета, Нарвский профессиональный учебный центр. Заслуживают внимания Нарвский музей в замке и Художественная галерея.
Имеется несколько школ

## СМИ

### Радио
- 87,8 МГц — Радио Ваня
- 89,0 МГц — Star FM+
- 89,4 МГц — ERR Klassikaraadio
- 89,8 МГц — Юмор FM
- 92,0 МГц — Raadio Duo(Ранее: DFM, перешло на Raadio Duo 16 мая 2024 г.)
- 93,2 МГц — Raadio Kuku
- 93,6 МГц — Sky Plus
- 94,8 МГц — Relax FM
- 95,6 МГц — Семейное радио Эли
- 100,0 МГц — Народное Радио
- 100,9 МГц — ERR Радио 4
- 102,3 МГц — ERR Raadio 2
- 103,1 МГц — Rock FM
- 103,6 МГц — Super Радио(Ранее: Русское Радио, переименовалось на Super Радио 1 января 2024 г.)
- 104,2 МГц — Дорожное Радио
- 104,7 МГц — ERR Vikerraadio
- 107,9 МГц — Sky Радио

## Общество

### Религия
Русская православная церковь
- Нарвский кафедральный Воскресенский собор[56]. (до 1958 года — церковь во имя Воскресения Христова)
- Храм Нарвской иконы Божьей матери.
- Храм святых равноапостольных Кирилла и Мефодия[57]. Место церковной стройки освящено в сентябре 2012 года.

Протестантизм
Лютеранство
- Церковь во имя Императора Александра II (Александровская лютеранская церковь) — церковь построили вблизи железной дороги, в районе Йоаорг. 21 июня 1881 года состоялась закладка храма. 28 мая 1884 года состоялось освящение церкви. 20 июня 2000 года вируский пробст Аво Киир признал Нарвский Александровский приход правопреемником трёх лютеранских приходов, существовавших в Нарве до Второй мировой войны. Это послужило причиной для переименования церкви в собор.
- Маленькая церковь Александровского прихода (в настоящее время Нарвская Михайловская церковь — Финская) — существовала с 1962 года, когда здание Александровской церкви власти превратили в склад. Находилась в предоставленном властями здании бывшей дизельной электростанции по улице Анвельта (ул. Кренхольми, 22).

Другие конфессии протестантизма
- Два молитвенных дома евангелистов-пятидесятников
- Церковь адвентистов седьмого дня
- Церковь баптистов
- Церковь методистов
- Церковь Армия Спасения (Кренхольми, 16 а)
- Церковь Слово Божье (Soldina 3d)

Свидетели Иеговы
- Зал Царства Свидетелей Иеговы

#### Разрушенные церкви
- Кирха Святого Михаила в Нарве — Лютеранский храм[58], располагалась на Широкой ул..
- Костёл Святого Антония на Военном поле[59] — находился вблизи Старого города, ул Муст, 9. Римско-католический храм был освящён 11 ноября 1907 года. Снесён в послевоенные годы (сохранился только приходской дом).
- Нарвский Спасо-Преображенский собор[60] — первоначально католический храм женского цистерцианского монастыря, позднее его переделали в лютеранскую церковь, в 1704 году Петр I передал собор православной общине[59]. В 1708 году 29 июня собор освятили в присутствии императора Петра I. Собор переделан из древнейшего лютеранского собора Иоанна Иерусалимского (это была одна из двух кирх, обращённых в православные храмы — а ещё ранее, с момента постройки в XIV в., это была католическая церковь в честь девы Марии). Собор являлся старейшей городской церковью. Впервые о строительстве упоминается в 1442 году. В 1944 году собор был взорван немцами[59]. Руины снесены в 1950-х годах.
- Никольская церковь, соседствующая с Спасо-Преображенским собором и находившаяся в одной церковной ограде с ним[59].
- Петровская православная церковь[61] (ноябрь 1886 года — 6 марта 1944 года). Церковь находилась на пересечении улиц Вестервалли (Vestervalli) и Валге, в южной части бастиона Фама, ул. Валге (сейчас — Улица Лаврецови [Lavretsovi]), координаты: 59°22’45"N 28°11’45"E. Закладка церкви состоялась 23 июня 1885 года. В 1944 году, во время военных действий под Нарвой церковь разрушили. Руины снесены в 1950-х годах.
- Яановская церковь (бывший шведский Домский собор[62]) — до войны находилась в Старом городе, на улице Виру, 18 (между улицами Раху и Койду). Храм был построен в 1641—1651 гг. В 1645 году, во время строительства здания правительство Швеции утвердило будущий храм кафедральным Домским собором (Domkirche). В 1704 году Домский собор был преобразован в православный храм, который освятили во имя Святого Александра Невского. С 1708 по 1733 гг. церковь была закрыта. В 1733 году храм был передан немецкому приходу. В 1944 году, во время военных действий под Нарвой храм разрушили. Руины снесены в 1950-х годах.
- Владимирский храм[63] — заложен 16 июля 1889 года в северной части Старого города, освящен 29 июля 1890 года викарием Санкт-Петербургской епархии епископом Ладожским Митрофаном во имя равноапостольного князя Владимира. В 1921 году при Владимирском храме был создан приход, который в 1937 году объединился с приходом Преображенского собора. Сейчас здание бывшего храма перестроено, там размещается отделение стоматологической поликлиники.
- Преображенская церковь, построенная в 1859 году[64] — деревянная полковая церковь на территории Большого Западного двора Нарвского замка. Называлась также церковью Александра Невского (с 1858 по 1883 была полковой церковью 94-го пехотного Енисейского и 96-го пехотного Омского полка), а с 1892 — церковь Николая Чудотворца (полковая церковь 92-го пехотного Печёрского полка[65][66]). Колокольня при церкви сооружена и освящена в 1891 году. Среди многих образов полкового храма выделялся массивный образ Св. Николая Чудотворца, в серебряной ризе, сооружённый чинами полка в 1892 году в память чудесного спасения Наследника Цесаревича 29 апреля 1891 года. В том же 1892 году на средства, пожертвованные чинами полка, сооружён колокол, весом в 30 пудов (491,4 кг). В 1925 году церковь прекратила существование. Иконостас и большую часть церковного имущества передали комитету Иверской женской трудовой общины для монастырской церкви.
- Богородицкая церковь в Ругодиве — построена по приказу Ивана Грозного в Ругодиве. Находилась в северо-восточной части Вышгородской улицы около старой крепостной стены. Церковь действовала с 1558 по 1581 год и, возможно, некоторое время после 1581 года[67]. Месторасположение церкви указано на плане Нарвы 1900 года. В «Списке объяснения плана существующих зданий» под № 12 обозначен Церковный дом, практически напротив него через Раздельную улицу и располагалась когда-то Богородицкая церковь.
- Воскресенская церковь в Ливонском замке в Вышгороде[68][69], по другим данным Никольская деревянная церковь — также была построена по приказу Ивана Грозного. В церковь поместили икону Николая Угодника, которую нашли в 1558 г. после пожара в Нарве не пострадавшей. В 1581 году Нарву взяли шведы и Никольскую церковь разобрали. Икону отдали русским, которые поместили её в Успенскую церковь в Ивангороде. Когда Иоанно-Иерусалимский храм в Нарве был переименован в Спасо-Преображенский собор (1704 г.), то к нему пристроили придел для помещения чудотворной иконы Николая Угодника[67][70].

### Кладбища
- Рийгикюла
- Братское кладбище Северо-Западной армии 1918—1920 годов в Нарве

## Почётные граждане
По состоянию на 22 октября 2019 года звание почётного гражданина города Нарва было присвоено следующим лицам:
- 1939 — Константин Яковлевич Пятс (1874—1956)
- 1974 — Карл Иванович Ару (1902—1994)
- 1974 — Анатолий Гаврилович Козиев (1906—1985)
- 1974 — Петр Логвинович Романенко (1905—1986)
- 1984 — Леонхард Антонович Кронк (род. 1932)
- 1984 — Иван Кириллович Гудимов (род. 1919)
- 1998 — Татьяна Алексеевна Егорова (род. 1933)
- 1998 — Кристель Викторовна Урм (род. 1933)
- 1999 — Анеля Фердинандовна Варуль (1932—1997)
- 1999 — Анатолий Степанович Пааль (1954—1999)
- 1999 — Сергей Александрович Советников (1931—1997)
- 2000 — Анатолий Фёдорович Козловский (1935—2025)
- 2002 — Валентин Борисович Шидловский (род. 1928)
- 2002 — Вильма Тальберг (1921—2006)
- 2003 — Митрополит Сергий (в миру Сергей Иванович Иванников) (род. 1957)
- 2003 — Лидия Елисеевна Шапкина (1929—2008)
- 2007 — Константин Иванович Сенчугов (1927—2009)
- 2006 — Карин Тайдре
- 2011 — Юлия Елисеевна Дмитриева (1947—2010)
- 2013 — Владимир Павлович Мижуй (род. 1948)
- 2014 — Оскар Оскарович Ида (1930—2014)
- 2014 — Борис Петрович Паршин
- 2015 — Александр Васильевич Сутырин
- 2016 — Анатолий Щура[72]
- 2017 — Александр Брокк — предприниматель[73]

## Символика

### Герб
22 июля 1585 года шведский король Юхан III даровал Нарве особые льготы и жаловал герб: — в виде
гербового щита с обрамлением в виде ангела (вверху над щитом) и рогов изобилия (слева и справа
по краю щита). На самом гербовом щите изображены на голубом поле две рыбы (хариусы), над ними — шпага меж двух ядер, а внизу меч и под ним ядро.
Герб Нарвы утверждён 7 мая 1780 года. Официальное описание герба: «В голубом поле, вверху обнаженный меч, и около него по одному пушечному ядру, в середине две серебряные рыбы под ними сабля и под оною ядро».

28 мая 1935 Нарвским городским собранием был восстановлен герб города образца 1585 года — с ангелом и рогами изобилия вокруг гербового щита.

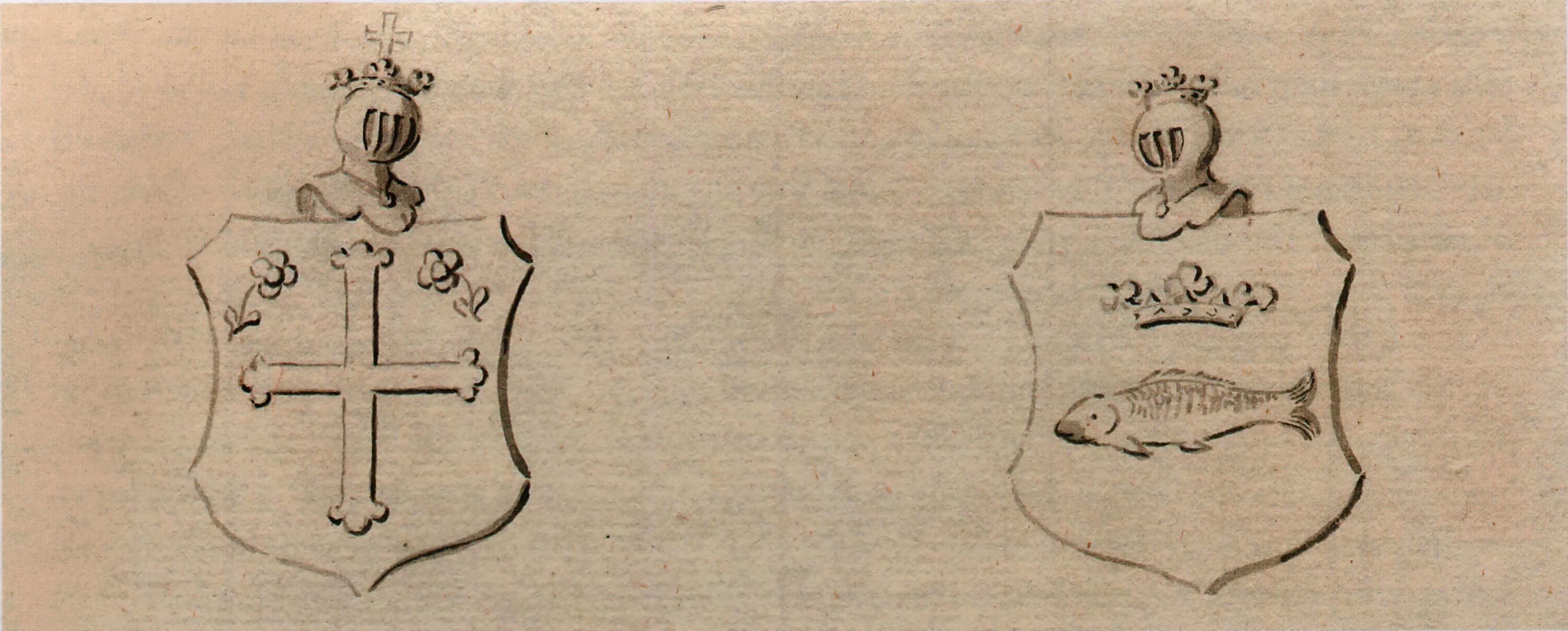
Герб Нарвы с крестом Тевтонского ордена и лилиями (слева) и герб с датской короной и рыбой (справа)
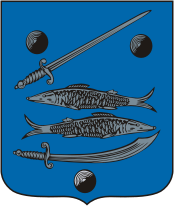
Герб Нарвы 1780 года

### Флаг
28 мая 1935 года, Городская управа приняла в качестве флага Нарвы полотнище состоящее из двух равновеликих полос жёлтого (в верхней части) и  василькового (в нижней части) цветов. Эти цвета были утверждены в хартии короля Швеции Йохана III от 22 июля 1585 года в качестве цветов города. Современный флаг Нарвы был утвержден Городским советом 19 января 1994 года.
В 2024 году от историков поступило предложение вернуть флагу его изначальный оттенок. Однако это сделало бы флаг Нарвы ещё более похожим на флаг Украины, с котороым его путают. Суть обсуждения состояла в том, что после восстановления независимости Эстонии оказалось, что синий цвет на сохранившемся довоенном образце выцвел и приобрёл зеленоватый оттенок. В таком виде флаг и был принят в качестве официального символа города в 1994 году.

## Городские районы

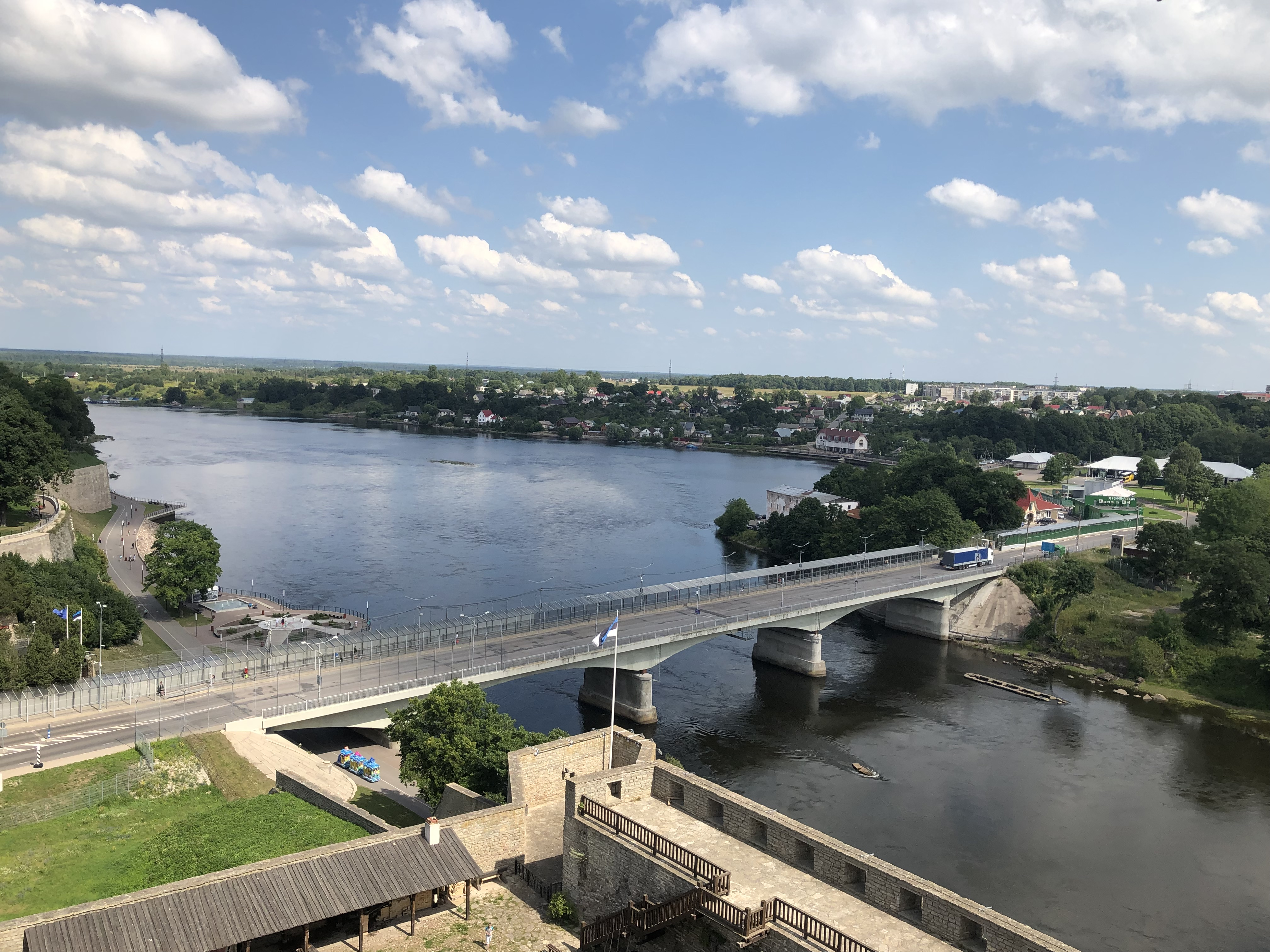
Нарвский мост Дружбы и нарвский променад (вид с башни замка Германа)

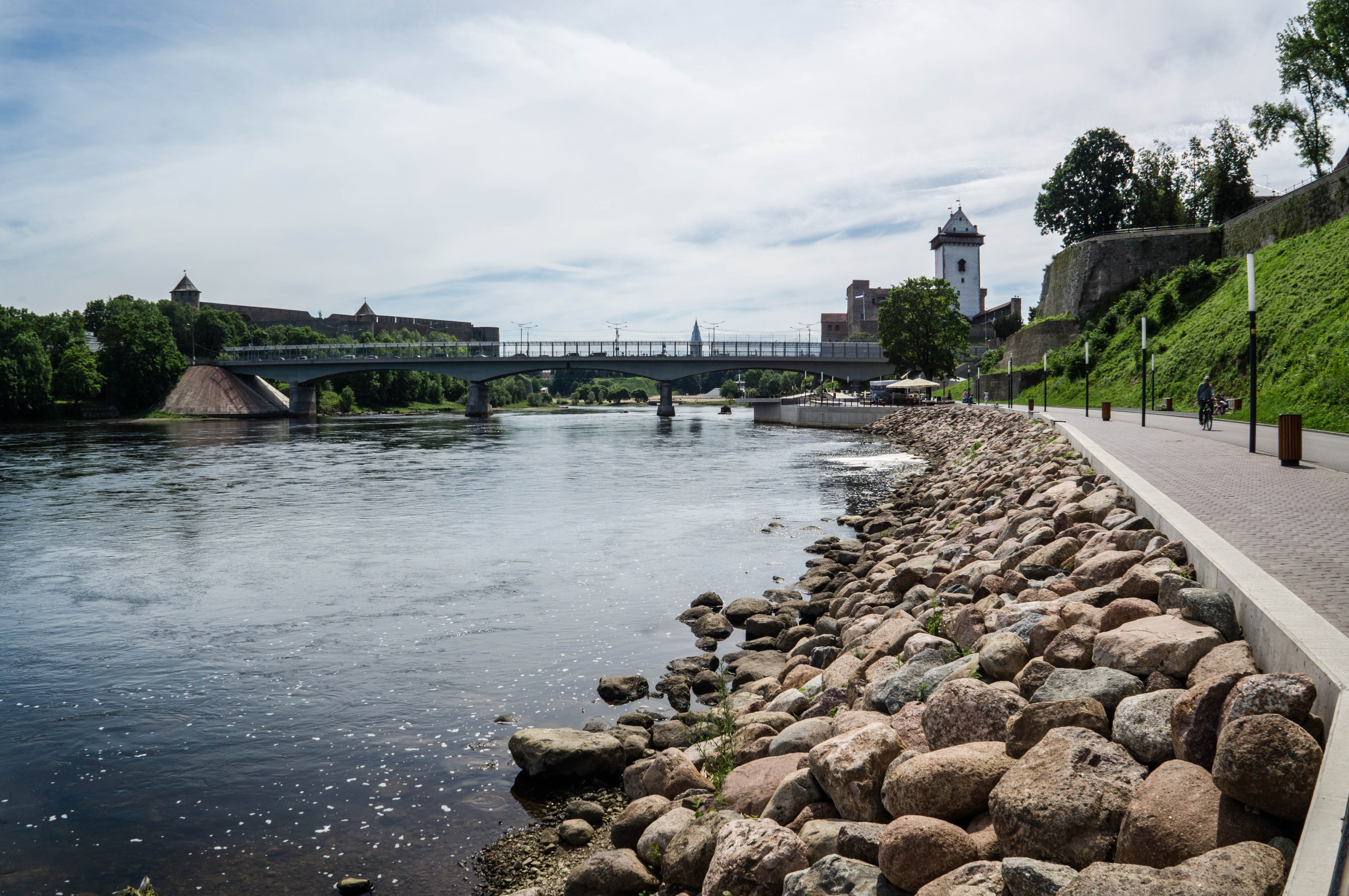
Нарвский мост Дружбы и нарвский променад (вид с нарвского променада)

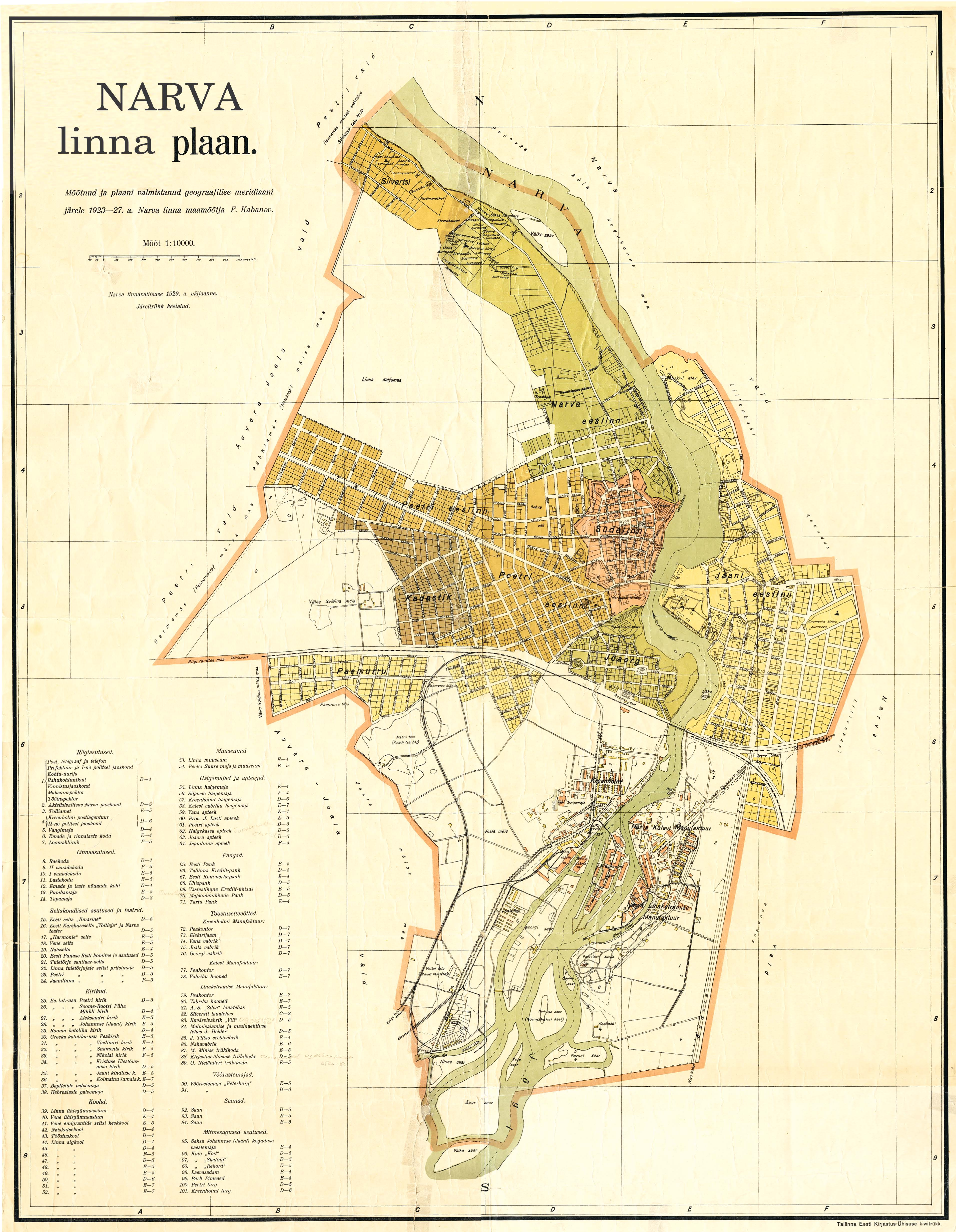
План города Нарва, 1929 год, когда Ивангород был одним из районов Нарвы

Нарва состоит из трёх частей: город Нарва, Кудрукюла, Ольгина, к ней также относится небольшой квартал Юбилейный. Общая площадь Нарвы — 84 583 005 м² (8458 га), из которых под городом Нарвы 78 394 766 м² (7840 га), под городской частью Кудрукюла 5 606 739 м² (560 га), под садовыми кооперативами «Ольгинский» и «Берёзка» — 58,15 га. В городе Нарва 123 улицы, из которых 23 были переименованы после восстановления независимости Эстонии. В Кудрукюлаской части свыше 120 улиц. В районе Ольгина 23 улицы. В Юбилейном — 3 улицы; в границах Нарвы также находятся около 90 садовых улиц.
Сейчас город Нарва состоит из 11 районов и ещё 3 отдельных районов: Сутхоффи, Пяхклимяэ, Калеви, Ваналинн, Йоаору, Кересе, Солдино, Кренгольм, Паэмурру, Кулгу, Веэкулгу и Электрияма, а также Ольгина, Кудрукюла и Юбилейный.
До 2002 года город Нарва был поделен на 16 микрорайонов. Раньше в Нарве были следующие районы: Сюдалинн, Пеэтри, Нарва, Йоаору (Joaorg), Кренгольм, Сийверсти, Кадастику и Паэмурру.
Ваналинн и Йоаору

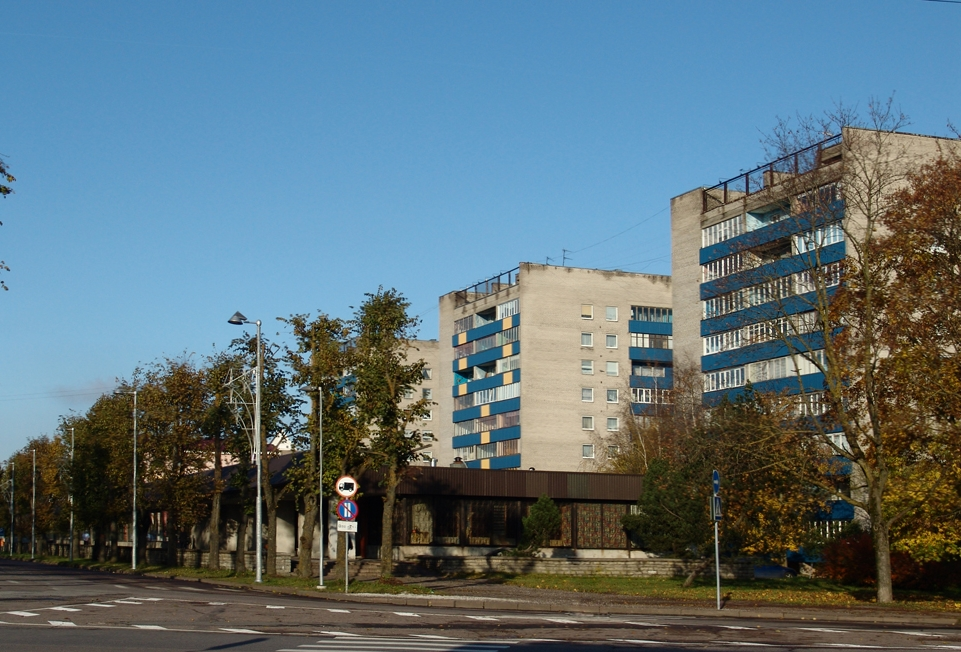
Ул. Пушкина. Вид на дома 2, 2а, 4 (арх. М. Пальм)

Ваналинн — исторический центр Нарвы. В районе Ваналинн живёт 3400 человек, а в Йоаорге 750 человек. Оба района примыкают к Нарове. В Йоаорге находятся недавно отреставрированные Нарвский кафедральный Воскресенский собор и Александровская лютеранская церковь, железнодорожный вокзал, монумент «Шведский лев», часть бастионного комплекса, место отдыха — Липовка (парк и городской пляж г. Нарва).
Кренгольм

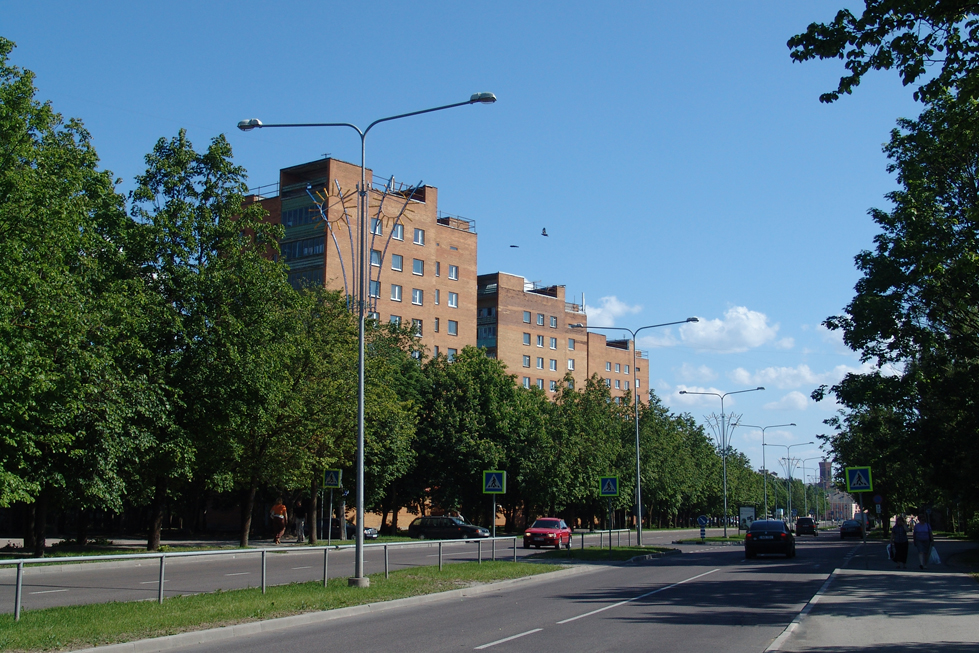
Кренгольмский проспект. Вид на дома 29, 33, 37 (арх. Р.-Л. Киви)

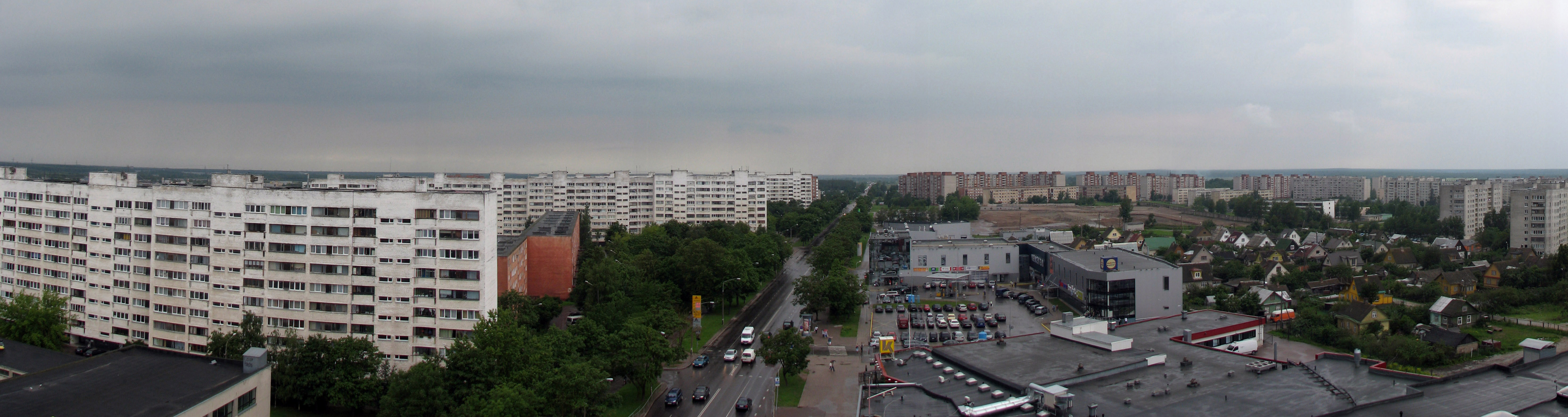
Вид на западную часть города. Граница районов Солдино и Пяхклимяэ

Включает в себя как жилые, так и промышленные объекты.
Кангеласте
Кангеласте является самым большим по численности населения районом города. В районе живёт свыше 21 000 человек, что составляет почти 30 % от общей численности города. Кангеласте расположен в северной части города. Кангеласте состоит преимущественно из типовых советских многоэтажек 1970-х и 1980-х годов.
Солдино
Население 12 500 человек.
Кересе
Население 8500 человек. Расположен в центральной части города.
Калеви
Население более 7000 человек. Расположение: центр города.
Сутхоффи
Состоит частично из высотных домов, но имеется и дачный комплекс.
Электрияама и Кулгу
Кулгу и Электрияама — промышленные районы.
Кудрукюла, Юбилейный и Веэкулгу
Состоят из дачных комплексов.
Паэмурру
Паэмурру находится в юго-западной части Нарвы. Район состоит из частного сектора. В основном на территории района находятся одноэтажные и двухэтажные частные дома.
Ольгина
Находится отдельно от остальных. Больше частного сектора, чем высотных домов. Есть небольшой местный аэродром.

## Достопримечательности

### Памятники архитектуры
В Государственный регистр памятников культуры Эстонии внесены:
- Нарвские городские укрепления (XIV в. — 1863 г.)
- Нарвский замок Германа (XIII—XVII вв.)
- Нарвская ратуша (1665—1671 гг.)
- Нарвская Александровская церковь (1881—1884 гг.)
- Нарвский православный Воскресенский собор (1890—1898 гг.)
- Здание Нарвской мужской гимназии (XIX в.)
- Магазея (здание художественной галереи) (XVIII в.)
- Портал жилого дома в Нарве по ул. Пушкина 11 (XVII в.)
- Жилые дома по ул. Койдула 3a и ул. Койдула 6 (XVII в.)
- Кренгольмские жилые казармы по ул. Калда 4 (XX в.), 6, 8 и 10 (XIX в.), по ул. Герасимова 3, ул. Йоала 10/ ул. Герасимова 1, ул. Йоала 12, ул. Хайгла 2, ул. Хайгла 4, 6 (XIX в.)
- Дом директора Кренгольма Карра (арх. П. В. Алиш, 1893)
- Здание кренгольмского заводоуправления (1901)
- Дом помощников кренгольмского директора (1896 г.)
- Дома кренгольмских мастеров по ул. Йоала 26, 30 (1906), 28 (1901)
- Кренгольмский арестантский дом (1898 г.)
- Кренгольмская водонапорная башня с примыкающими зданиями (1874—1898 гг.)
- Дом кренгольмского директора Шоукросса (1875)
- Старые дома кренгольмских мастеров по ул. Косе 6, 8 (1875)
- Кренгольмский хлебозавод (1893—1894)
- Кренгольмская старая больница (арх. П. В. Алиш, 1906)
- Печь для сжигания мусора у кренгольмских жилых казарм (XIX в.)
- Старое здание кренгольмского заводоуправления (XIX в.)
- Здание кренгольмской Новоткацкой фабрики (1870)
- Здание кренгольмской Старопрядильной и Староткацкой фабрик (1858—1862)
- Комплекс старых кренгольмских складов (XIX в.)
- Здание кренгольмской электростанции (XX в.)
- Здание кренгольмской Йоальской фабрики (1884—1890)
- Здание кренгольмской Георгиевской фабрики (1899)
- Два здания старой кренгольмской проходной (XIX в.)
- Кренгольмская подпорная береговая стена (XIX в.)
- Здание кренгольмской пожарной команды (XX в.)
- Нарвское пожарное депо (XIX в.)
- Нарвское офицерское казино (1898)
- Здание нарвского банка (XIX в.)
- Фонтан в Нарве на бастионе Пакс (XX в.)
- Кренгольмская новая больница (на фасаде сохранилась надпись «им.300-летия Дома Романовых», арх. Алекасандр Владовский[81], 1913)
- Двенадцатиэтажный дом с водонапорной башней — ул. Пушкина, 20 (арх. Хенно Сепманн, 1969)

В советское время были построены:
- Дворец культуры им. В. Герасимова (сейчас бездействующий) (1957), построенный по типовому проекту архитектора К. К. Барташевича[82]
- Дворец культуры им. 50-летия Великого Октября (сейчас ДК «Ругодив») (1967), построенный по типовому проекту 169-104, 264-12-73[83]
- Дворец культуры энергетиков (сейчас «Женева Кескус») (1974), построенный по типовому проекту 2С-06-9, 2С-06-9/70[84]

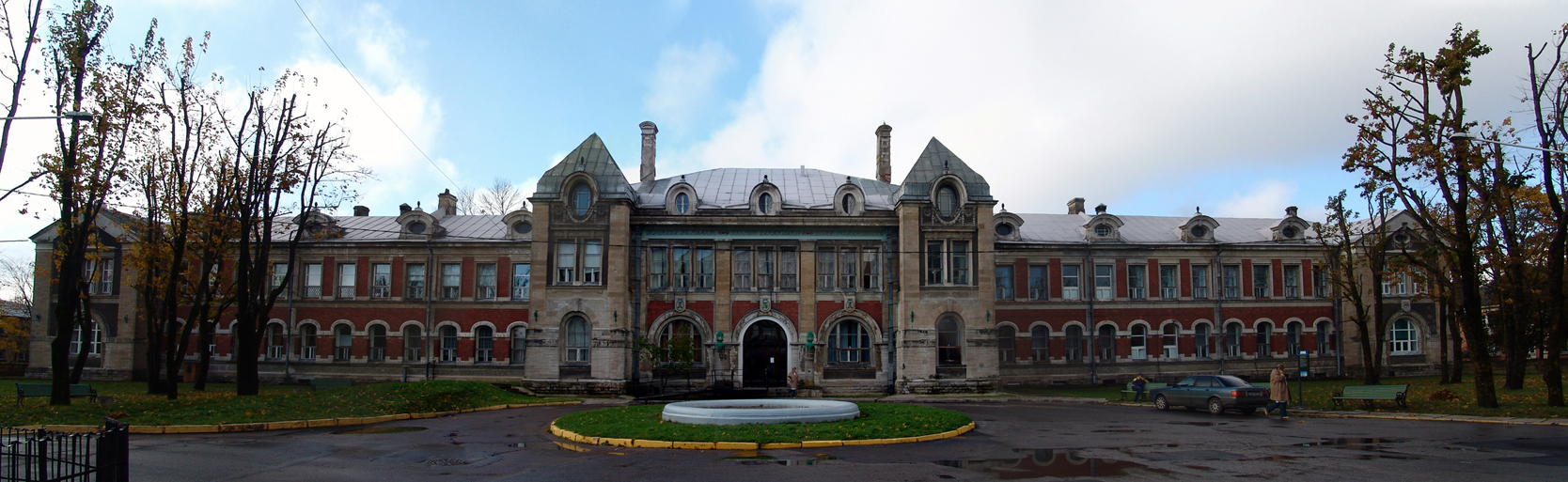
Кренгольмская новая больница (им.300-летия Дома Романовых, 1913)

### Монументы и памятные знаки
- Монумент близ Сийвертси — памятник русским воинам л.-гв. Семёновского и л.-гв. Преображенского полков, а также 1-й батареи л.-гв 1-й артиллерийской бригады, павшим в сражении со шведами в 1700 году.
- Монумент в «Тёмном саду» — посвящён русским воинам, погибшим во время Северной войны в 1704 году при штурме Нарвы. Воздвигнут в 1853 году, перенесён на бастион Виктория в 1882 году.
- Памятник погибшим в Освободительной войне — в память о погибших в боях под Нарвой в Эстонской освободительной войне (1918−1920). Авторы − Вольдемар Меллик и Рудольф Сайор. Взорван осенью 1940 года. Восстановлен в 1996 году.
- Памятник «Мементо мори» — в память жертвам политических репрессий сталинского режима. Открыт в 1992 году перед зданием железнодорожного вокзала, архитектор Е. Келлер.
- «Шведский лев» — в память о битве под Нарвой 1700 года между войсками Петра I и шведского короля Карла XII, восстановлен на новом месте[85] 19 ноября 2000 года, и вдохновлён львом с виллы Медичи[85]. Первоначальный памятник был подарком Нарве от Шведского королевства, являясь точной копией изваяния, стоящего перед королевским дворцом в Стокгольме[86]. Памятник был установлен на въезде в город в 1936 году и представлял собой гранитный пьедестал высотой 8,5 м, на котором стоял бронзовый лев. На одной стороне пьедестала имелась надпись «Memoria Sueciae» (рус."Память Швеции") с датой 1936 г., а на другой — вензель короля Карла XII (CXII) и год 1700. Памятник был разрушен в 1944 году советской артиллерией во время боев за Нарву[85] (однако осколки постамента до сих пор находятся на старом месте при въезде в город[87]), лев был отправлен в Германию и там переплавлен[87].
- Гранитный крест с изображением Петровской церкви — стоит там, где с ноября 1886 года и по март 1944 года находилась Петровская церковь, от которой сохранились лишь фрагменты ограды.
- Монумент воинам, погибшим при освобождении Эстонии в 1944 году (у дороги Нарва — Нарва-Йыэсуу).
- Памятник Петру I (в настоящее время экспонируется по адресу Петровская площадь, 3)
- Памятник А. С. Пушкину (1999 год)
- Памятник латышским беженцам в Нарве представляет собой каменную плиту с барельефом, изображающим скорбящую женщину, и надписью «Латвия скорбит по своим детям» на латышском и эстонском языках, впервые был. Встречаясь в Нарве с властями города латвийский посол в Эстонии Раймонд Янсонс заявил, что Латвия юбилейном для страны году (2018) восстановит памятник латышским беженцам (1915—1919), находящийся на границе Нарвы в направлении Нарва-Йыэсуу. Впервые памятник был открыт в 1934 году, материалом для него послужила привезенная с берегов Даугавы каменная глыба. В 1970-е монументбыл утачен. В 2004 году инициатором восстановления памятника выступил нарвский Александровский лютеранский приход и Латышское общество города Нарва. Известно, что под плитой было погребено 34 человека.
- Памятная доска Паулю Кересу, (2007 год)
- Памятный камень генералу Йоханнесу Орасмаа (2007 г.)
- Братское кладбище Северо-Западной армии 1918—1920 годов в Нарве,
- памятник Кренгольмской стачке 1872 года (установлен в 1972 году, скульптор К. Рейтель, архитектор Б. Калакин), расположен рядом с центральной проходной Иоальской фабрики (у моста) в сквере, в котором когда-то было старинное кладбище (доступ сейчас закрыт),
- Памятник Амалии-Элизабет Карловне Крейсберг (установлен в 1957 году в Кренгольме, автор — Н. Дыдыкин).
- Танк-памятник Т-34 (демонтирован 16 августа 2022 года)[88]

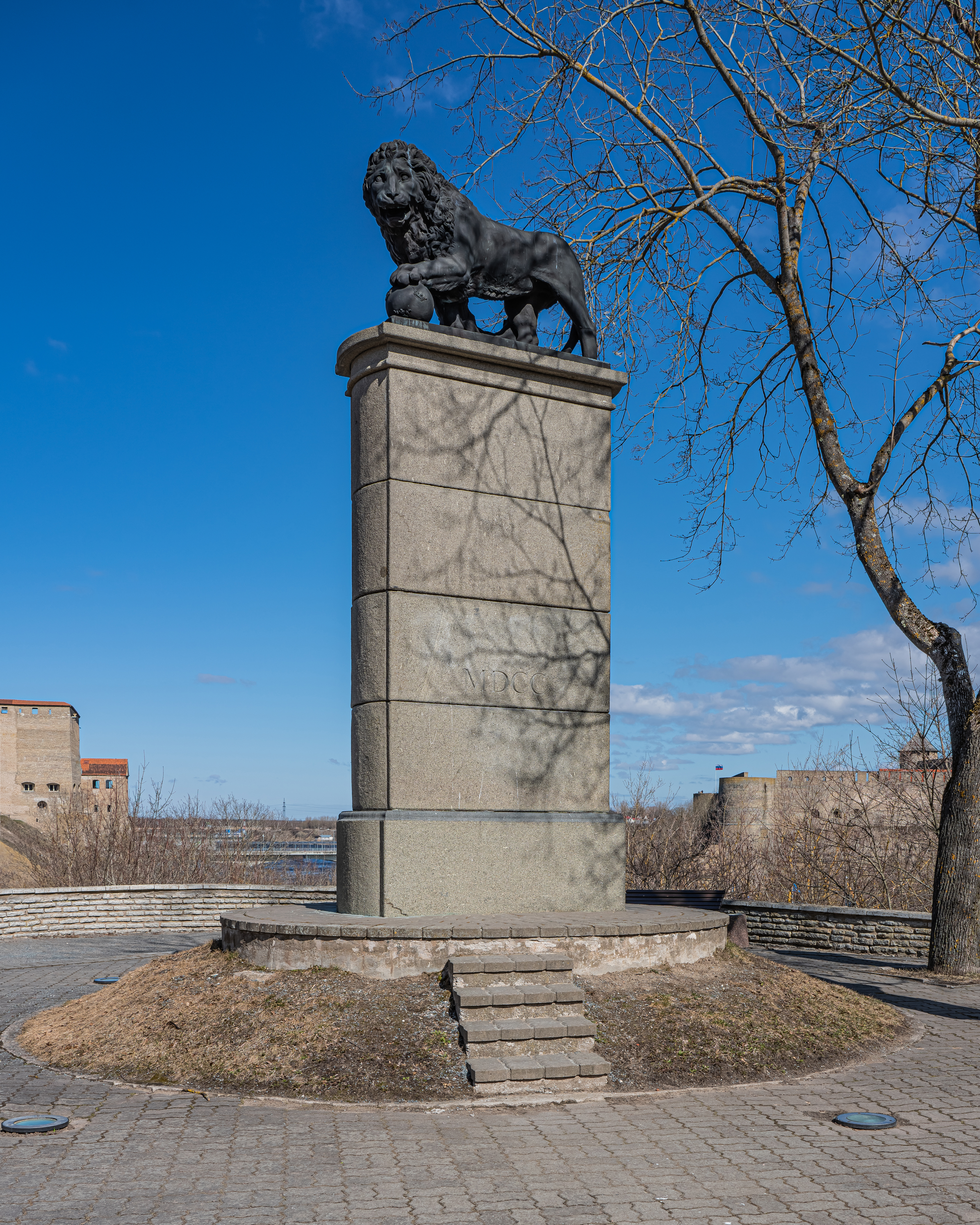
«Шведский лев»
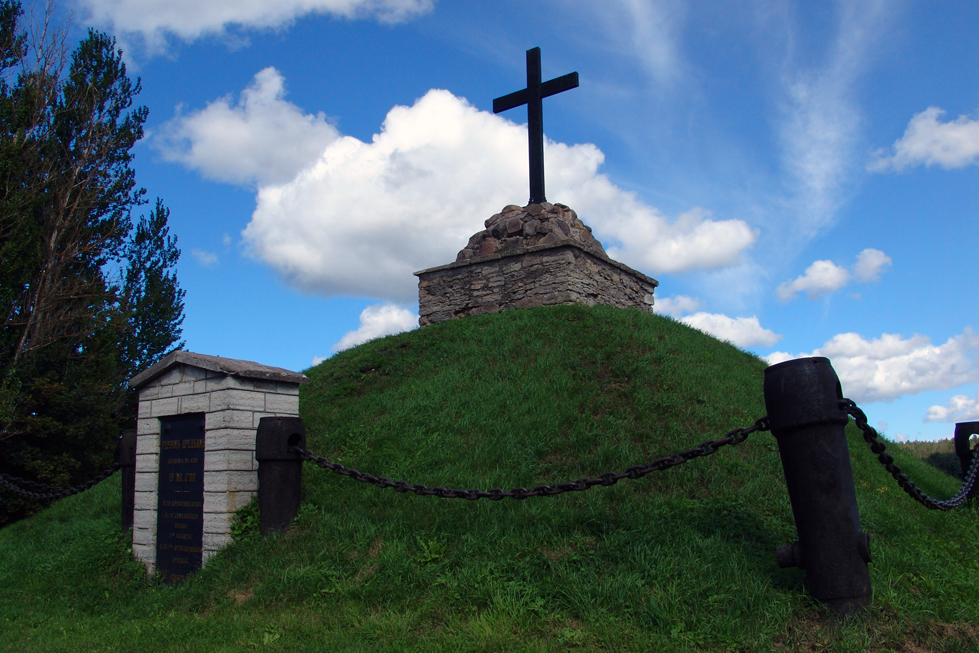
Памятник русским воинам, погибшим в бою 1700 г.
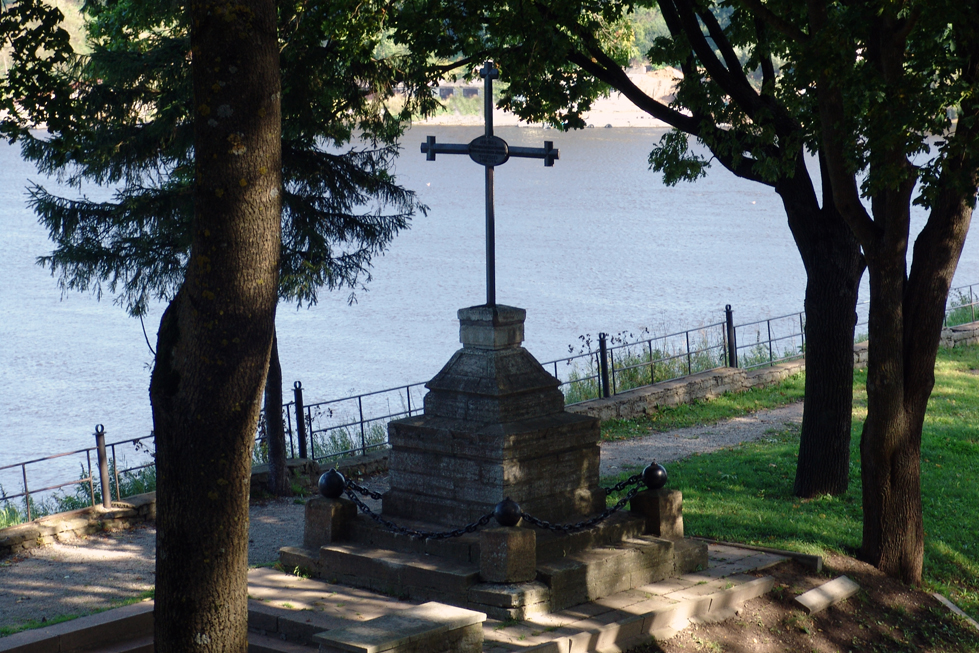
Монумент в «Тёмном саду»
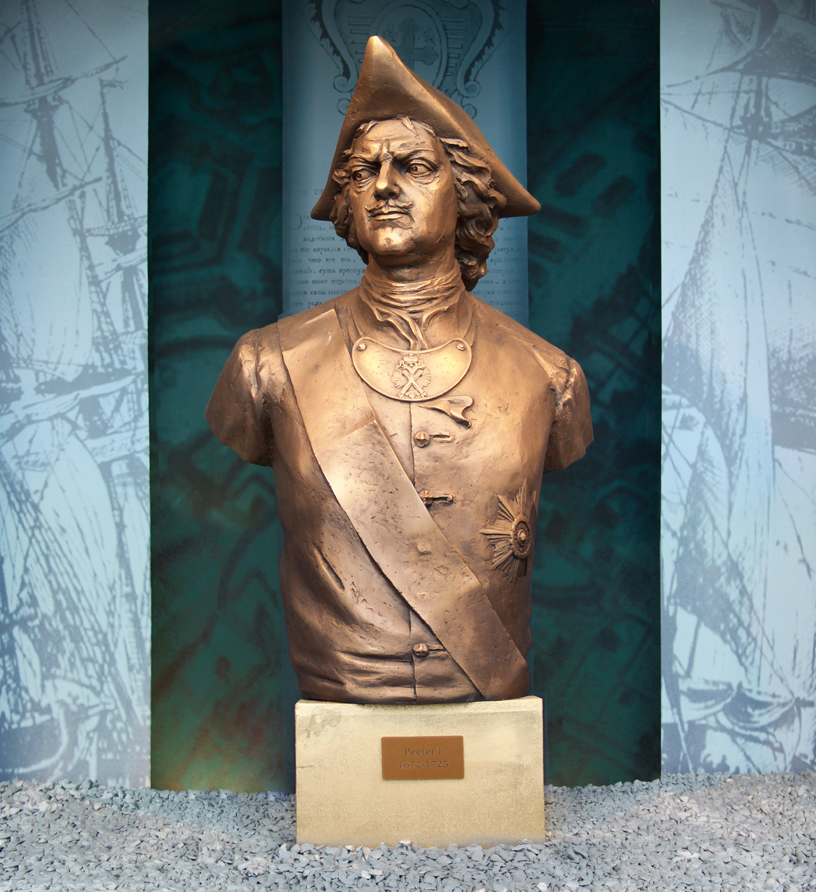
Памятник Петру I
Памятник А. С. Пушкину
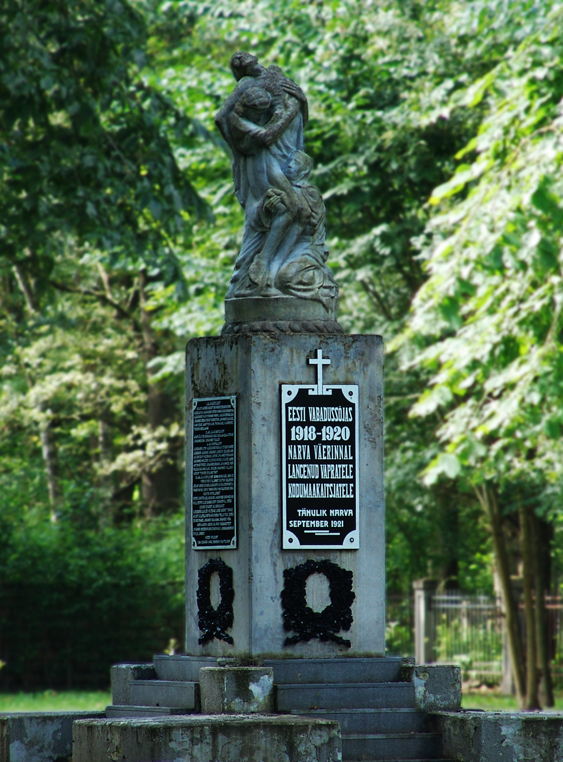
Памятник погибшим в Освободительной войне 1918—1920 гг.
Памятник на братском кладбище Северо-Западной армии
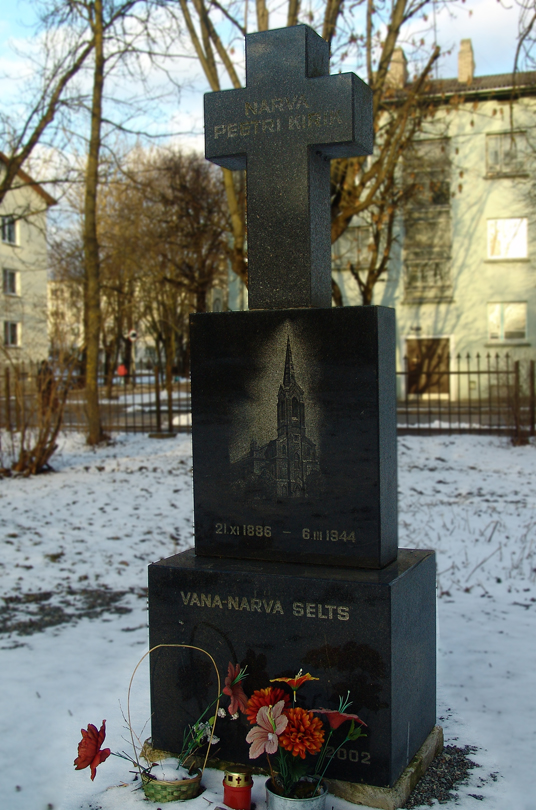
Памятник церкви Св. Петра
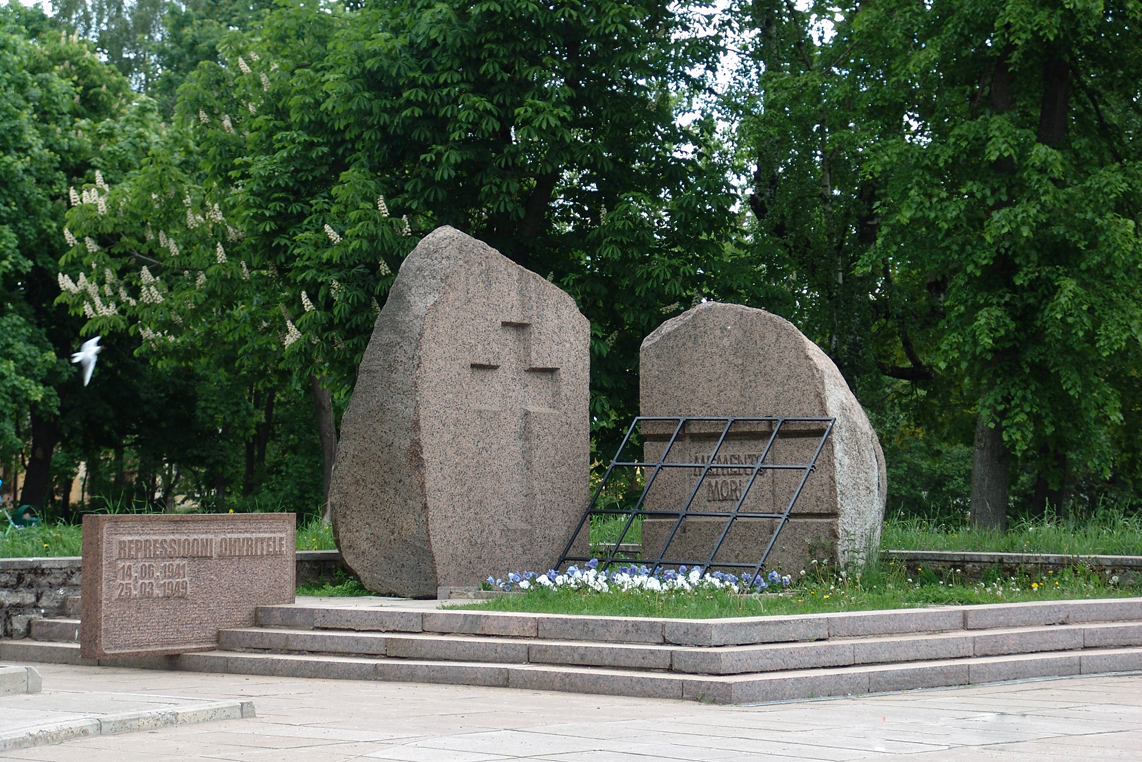
Памятник жертвам репрессий «Мементо мори»

## Города-побратимы и города-партнёры
- Болгария: Горна-Оряховица
- Грузия: Кобулети
- Дания: Тинглев
- Китай: Сямынь
- Молдова: Бельцы
- Польша: Эльблонг
- США: Бел-Эйр[англ.]
- Финляндия: Форсса, Лахти, Урьяла, Йокиойнен, Сомеро, Хумппила, Юпяйя
- Швеция: Карлскуга
- Эстония: Пярну